# Somalia
Somalia (phiên âm tiếng Việt: Xô-ma-li-a, tiếng Somalia: Soomaaliya; tiếng Ả Rập: الصومال aṣ-Ṣūmāl), tên chính thức Cộng hòa Liên bang Somalia (tiếng Somalia: Jamhuuriyadda Federaalka Soomaaliya, tiếng Ả Rập: جمهورية الصومال Jumhūriyyat aṣ-Ṣūmāl) là một quốc gia nằm ở Vùng sừng châu Phi. Nước này giáp với Djibouti ở phía tây bắc, Kenya ở phía tây nam, Vịnh Aden và Yemen ở phía bắc, Ấn Độ Dương ở phía đông, và Ethiopia ở phía tây.
Thời cổ đại, Somalia từng là một trung tâm thương mại quan trọng với phần còn lại của thế giới cổ đại. Các thủy thủ và thương gia của họ là những nhà cung cấp hương trầm, nhựa thơm và gia vị lớn, những mặt hàng có giá trị và được coi là đồ xa xỉ tại Ai Cập cổ đại, Phoenicia, Mycenaean và Babylon, những nơi người Somalia có quan hệ buôn bán. Theo hầu hết các học giả, Somalia cũng là nơi Vương quốc Punt tồn tại. Người Puntite cổ đại là một nhà nước của những người dân có những quan hệ gần gũi với Ai Cập Pharaon trong thời Pharaoh Sahure và Nữ hoàng Hatshepsut. các cấu trúc kim tự tháp, đền đài và những ngôi nhà cổ được phủ đá nằm rải rác xung quanh Somalia được cho là có niên đại từ giai đoạn này. Trong thời cổ đại, nhiều thành bang cổ như Opone, Mosyllon và Malao cạnh tranh về sự giàu mạnh với Sabaean, Parthia và Axumite. Thương mại Ấn Độ-Hy Lạp-La Mã cũng phát triển ở Somalia.
Sự ra đời của Đạo Hồi ở bờ đối diện Somalia trên Biển Đỏ đồng nghĩa với việc các nhà buôn, thủy thủ Somalia và những người di cư sống tại bán đảo Ả Rập dần rơi vào ảnh hưởng của tôn giáo mới thông qua các đối tác thương mại người Ả Rập đã cải theo Hồi giáo của họ. Với cuộc di cư của những gia đình Hồi giáo từ thế giới Hồi giáo tới Somalia ở những thế kỷ đầu tiên của Đạo Hồi và sự cải đạo hoà bình của dân cư Somali bởi các học giả Hồi giáo Somalia trong các thế kỷ sau đó, các thành bang cổ dần chuyển theo Hồi giáo Mogadishu, Berbera, Zeila, Barawa và Merka, chúng đều là một phần của nền văn minh Berberi. Thành phố Mogadishu được gọi là Thành phố của Đạo Hồi, và kiểm soát việc buôn bán vàng của Đông Phi trong nhiều thế kỷ. Trong thời Trung Cổ, nhiều đế chế Somalia mạnh đã thống trị thương mại trong vùng gồm cả Nhà nước Ajuuraan, có biệt tài trong cơ khí thủy lợi và xây dựng pháo đài, Vương quốc Hồi giáo Adal, mà vị tướng Ahmed Gurey là vị chỉ huy châu Phi đầu tiên trong lịch sử sử dụng chiến tranh pháo binh trên lục địa trong cuộc chinh phục Đế chế Ethiopia, và Triều đại Gobroon của Adal, sự thống trị quân sự của họ đã buộc các thống đốc của Đế chế Oman ở phía bắc thành phố Lamu phải nộp cống vật cho Quốc vương Hồi giáo Somalia Ahmed Yusuf. Ở cuối thế kỷ XIX sau hội nghị Berlin, các đế chế châu Âu đã gửi quân đội của mình tới Vùng sừng châu Phi. Mối đe doạ đế quốc với Somalia buộc lãnh đạo Dervish Muhammad Abdullah Hassan, phải đứng lên hô hào các binh sĩ Somalia từ khắp Vùng sừng châu Phi và lãnh đạo một trong những cuộc kháng chiến chống thực dân lâu dài nhất.
Somalia không bao giờ chính thức bị thực dân hoá. Nhà nước Dervish đã thành công trong việc bốn lần đẩy lùi các cuộc tấn công của Đế chế Anh và buộc họ phải rút về vùng ven biển. Nhờ danh tiếng có được ở Trung Đông và châu Âu, nhà nước Dervish được công nhận như một đồng minh của Đế chế Ottoman và Đế chế Đức, và vẫn tiếp tục giữ quan hệ này trong suốt Thế Chiến I quốc gia Hồi giáo độc lập duy nhất trên lục địa. Sau một phần tư thế kỷ kìm hãm người Anh ở một khu vịnh, cuối cùng người Dervish đã bị đánh bại năm 1920 khi Anh lần đầu tiên sử dụng máy bay ở châu Phi ném bom vào thủ đô của Dervish là Taleex. Sau thất bại này, các lãnh thổ cũ của Dervish được chuyển thành vùng bảo hộ của Anh. Italia tương tự cũng phải đối đầu với sự phản đối từ các quốc vương Hồi giáo và các đội quân Somalia và không thể kiểm soát hoàn toàn các vùng Somalia hiện đại cho tới tận thời kỳ Phát xít cuối năm 1927. Sự chiếm đóng này kéo dài tới năm 1941 và bị thay thế bởi một cơ quan hành chính quân sự Anh Quốc. Bắc Somalia tiếp tục là một vùng bảo hộ trong khi Nam Somalia trở thành một lãnh thổ uỷ trị. Liên minh của hai vùng năm 1960 đã thành lập nên Cộng hoà Dân chủ Somali.
Vì những quan hệ lâu dài của họ với thế giới Ả Rập, năm 1974 Somalia được chấp nhận như một thành viên của Liên đoàn Ả Rập. Để tăng cường mối quan hệ với phần còn lại của lục địa châu Phi, Somalia đã cùng các quốc gia châu Phi khác tham gia thành lập Liên minh châu Phi, và bắt đầu hỗ trợ Lãnh thổ uỷ trị ANC ở Nam Phi chống chế độ apartheid và những lực lượng ly khai Eritrea ở Ethiopia trong Chiến tranh Độc lập Eritrea. Là một nhà nước Hồi giáo, Somalia là một trong những thành viên sáng lập Tổ chức Hội nghị Hồi giáo và cũng là một thành viên của Liên hiệp quốc và NAM. Dù gặp khó khăn từ cuộc nội chiến và tình trạng bất ổn, Somalia vẫn tìm cách duy trì một nền kinh tế thị trường tự do mà, theo Liên hiệp quốc, có hiệu quả hơn hẳn nền kinh tế của các quốc gia châu Phi khác.

## Lịch sử

### Tiền sử

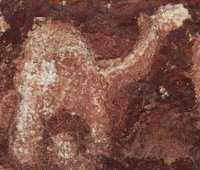
Tranh đá cổ thể hiện một con lạc đà.

Somalia từng là nơi có người sinh sống từ thời kỳ đồ đá cũ. Những bức tranh hang động có niên đại từ năm 9000 trước Công Nguyên đã được tìm thấy ở miền bắc Somalia. Nổi tiếng nhất trong số đó là phức hợp Laas Geel, có chứa một trong số những tác phẩm nghệ thuật tranh đá sớm nhất trên lục địa châu Phi. Những dòng chữ đã được tìm thấy bên dưới mỗi bức tranh đá, nhưng các nhà khảo cổ học vẫn chưa thể giải mã được hình thức chữ viết cổ này. Trong thời kỳ đồ đá, văn hoá Doian và văn hoá Hargeisan đã phát triển mạnh ở đây với những ngành công nghiệp và nhà máy của họ.
Bằng chứng cổ nhất về các phong tục chôn cất ở Vùng sừng châu Phi có từ các nghĩa địa ở Somalia có niên đại từ thiên niên kỷ thứ 4 trước Công Nguyên. Các đồ dùng đá từ địa điểm Jalelo ở phía bắc Somalia được cho là bằng chứng liên kết quan trọng nhất về tính phổ quát ở những thời đồ đá cũ giữa phương đông và phương tây.

### Thời kỳ cổ xưa & cổ đại

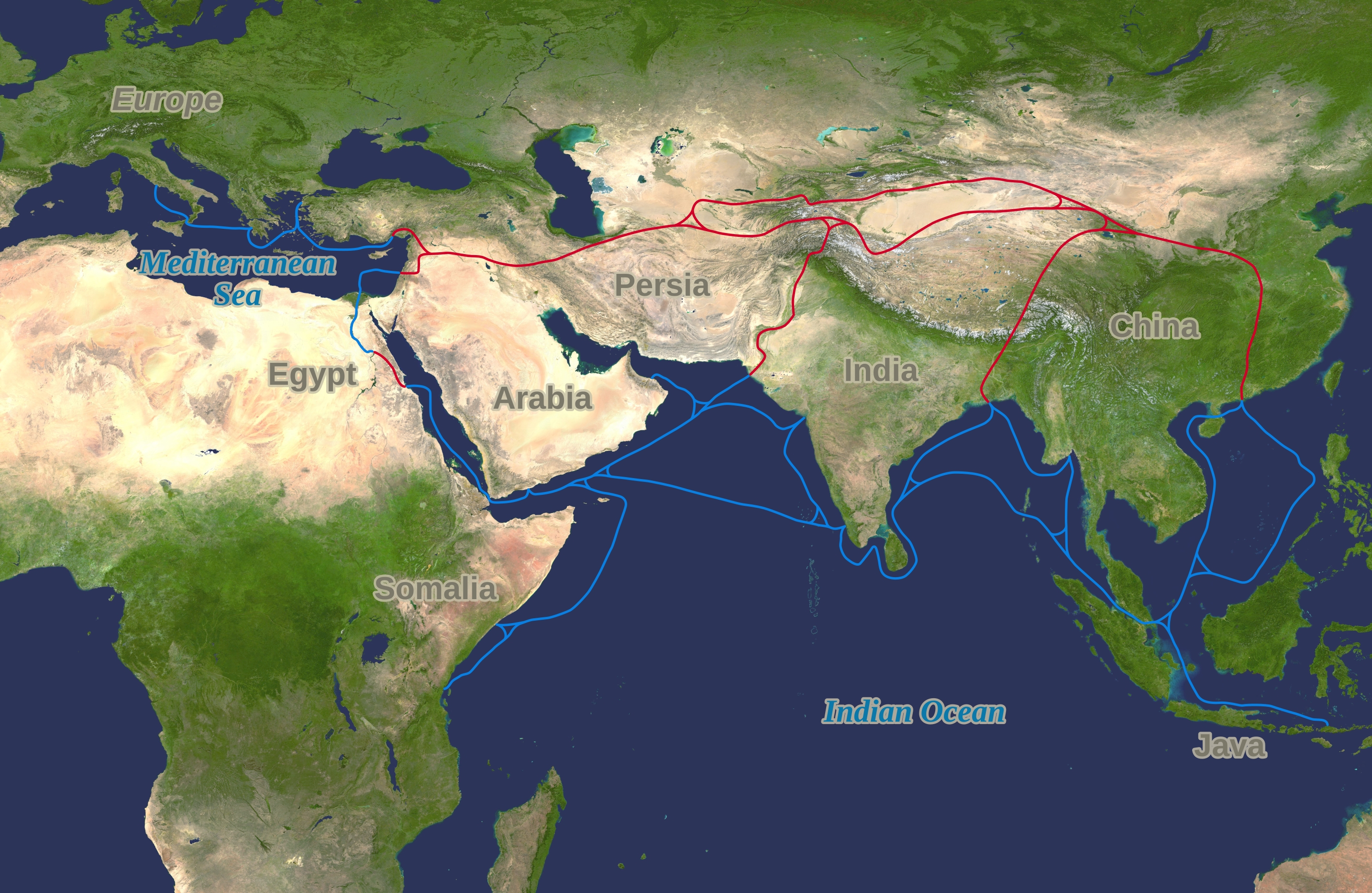
Con đường tơ lụa kéo dài từ miền nam châu Âu qua Ả Rập, Somalia, Ai Cập, Ba Tư, Ấn Độ và Java tới Trung Quốc.

các cấu trúc kim tự tháp, lăng mộ, tàn tích các thành phố và các bức tường đá cổ như Tường Wargaade còn rải rác ở Somalia là bằng chứng về một nền văn minh cổ phát triển từng thịnh vượng ở bán đảo Somali. Những khám phá từ những cuộc khai quật và nghiên cứu khảo cổ ở Somalia cho thấy nền văn minh đó từng có một hệ thống chữ viết cổ và tới nay vẫn chưa được giải mã, và nơi này đã có một mối quan hệ thương mại phát triển với Ai Cập cổ đại và Hy Lạp Mycenaean ít nhất từ thiên niên kỷ thứ hai trước Công Nguyên, hỗ trợ cho quan điểm rằng Somalia là Vương quốc Punt (Punt: thuyền đáy bằng) cổ đại.
Người Puntite "mua bán không chỉ trầm hương, gỗ mun và thú nuôi có sừng do họ tự sản xuất, mà cả các loại hàng hoá từ các vùng xung quanh, gồm cả vàng, ngà voi và da thú." Theo những bức tranh khắc tại đền Deir el-Bahri, Xứ Punt thời ấy nằm dưới sự cai trị của Vua Parahu và Nữ hoàng Ati.
Người Somalia cổ đại đã thuần hoá lạc đà ở một thời điểm nào đó giữa thiên niên kỷ thứ ba và thiên niên kỷ thứ hai trước Công Nguyên và từ đó nó đã mở rộng sang Ai Cập Cổ đại và Bắc Phi. Trong thời kỷ cổ đại, các thành bang Mossylon, Opone, Malao, Mundus và Tabae ở Somalia đã phát triển một mạng lưới thương mại lớn kết nối với các thương gia từ Phoenicia, Ai Cập Ptolemaic, Hy Lạp, Parthian Ba Tư, Saba, Nabataea và Đế chế La Mã. Họ đã sử dụng những con tàu hàng hải cổ của Somalia được gọi là beden để chuyên chở hàng hoá. 

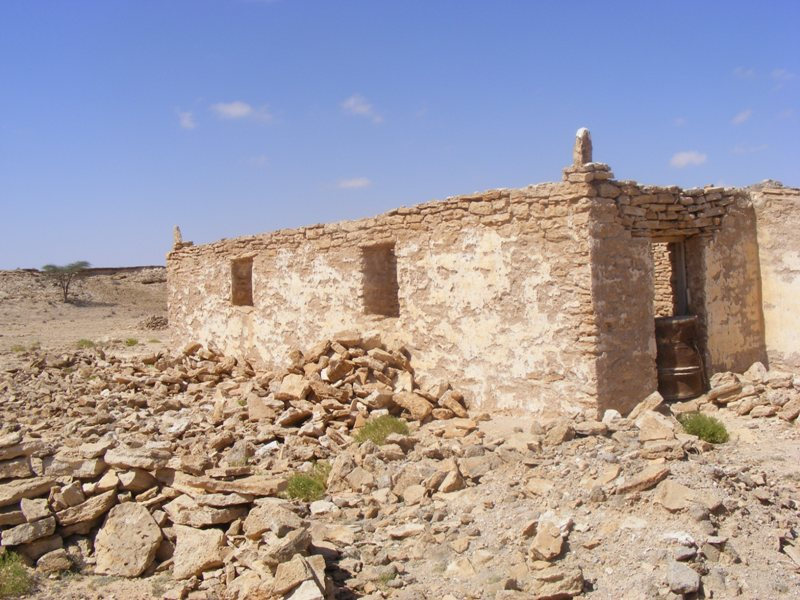
Tàn tích của Qa’ableh.

Sau khi La Mã chinh phục Đế chế Nabataean và sự hiện diện của hải quân La Mã tại Aden để chống cướp biển, một thoả thuận song phương giữa các thương gia Ả Rập và Somalia đã ngăn cản các con tàu của Ấn Độ giao thương tại các thành phố cảng tự do của bán đảo Ả Rập bởi những người La Mã ở gần đó. Tuy nhiên, họ tiếp tục giao thương với các thành phố cảng ở bán đảo Somalia, nơi không bị bất kỳ một đe doạ nào từ La Mã hay từ các gián điệp. Lý do ngăn cản các con tàu Ấn Độ vào các thành phố cảng giàu có của Ả Rập là để bảo vệ và che giấu những hoạt động thương mại mang tính khai thác của các lái buôn Somalia và Ả Rập vốn mang lại rất nhiều lợi lộc thuộc hệ thống thương mại Biển Đỏ – Biển Địa Trung Hải cổ đại.
Trong nhiều thế kỷ các lái buôn Ấn Độ đã mua với số lượng lớn quế từ Ceylon và Viễn Đông tới Somalia và Ả Rập. Đây được cho là bí mật được giấu kỹ nhất của các lái buôn Ả Rập và Somalia trong việc giao thương với người La Mã và Hy Lạp. Người La Mã và Hy Lạp tin rằng nguồn quế có từ bán đảo Somalia nhưng trên thực tế, loại hàng có giá trị rất cao này lại được đưa tới Somalia trên những con tàu Ấn Độ. Thông qua các thương nhân Somalia và Ả Rập, quế từ Ấn Độ/Trung Quốc cũng được xuất khẩu với giá cao hơn nữa tới tận Bắc Phi, Cận Đông và châu Âu, khiến quế trở thành mặt hàng mang lại rất nhiều lời lãi, đặc biệt cho các thương nhân Somalia, và qua tay họ những lượng lớn quế đã được chở qua các con đường thương mại trên biển và trên bộ.

### Sự ra đời của Hồi giáo & Thời kỳ Trung Cổ

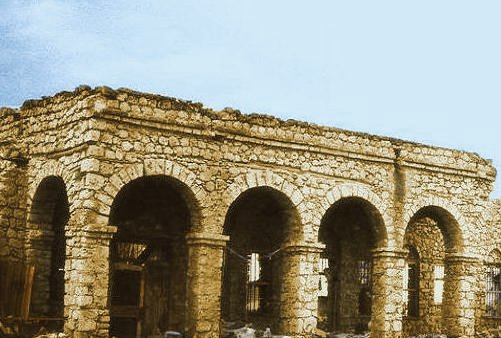
Tàn tích của Vương quốc Hồi giáo Adal tại Zeila, Somalia.

Lịch sử Đạo Hồi tại Vùng sừng châu Phi cũng cổ như chính tôn giáo đó. Những tín đồ Hồi giáo đầu tiên bị xua đuổi đã bỏ chạy tới thành phố cảng Axumite của Zeila ở Somalia hiện nay để tìm kiếm sự bảo hộ từ Quraysh ở triều đình Hoàng đế Axumite tại Ethiopia hiện nay. Một số tín đồ Hồi giáo đã được trao sự bảo hộ và được cho là đã định cư ở nhiều vùng của Vùng sừng châu Phi để truyền bá tôn giáo.
Thắng lợi của các tín đồ Hồi giáo trước Quraysh ở thế kỷ thứ VII đã có một tác động quan trọng với các thương gia và thủy thủ Somalia, bởi các đối tác thương mại Ả Rập khi ấy của họ đều đã theo Đạo Hồi, và những con đường thương mại chính ở Địa Trung Hải và Biển Đỏ đã nằm dưới sự thống trị của các Vua Hồi giáo. Thông qua thương mại, Hồi giáo lan rộng trong dân cư Somalia tại các thành phố ven biển của Somalia. Sự bất ổn tại bán đảo Ả Rập đã khiến nhiều gia đình Ả Rập phải di cư tới các thành phố ven biển của Somalia, những người này sau đó lại góp phần vào sự gia tăng ảnh hưởng của Hồi giáo tại bán đảo Somalia. Mogadishu trở thành trung tâm của Đạo Hồi tại bờ biển Đông Phi và các lái buôn Somalia đã thành lập một thuộc địa ở Mozambique để khai thác vàng từ các mỏ Monomopatan ở Sofala. Ở phía bắc Somalia, Adal đang ở trong những giai đoạn đầu tiên của một cộng đồng thương mại nhỏ được thành lập bởi những lái buôn Vùng sừng châu Phi mới cải theo Đạo Hồi, theo các biên niên sử Somalia và Ả Rập, họ có đa số là người Somalia.
Thế kỷ từ năm 1150 tới năm 1250 ghi dấu bởi một sự chuyển đổi mang tính quyết định của vai trò Đạo Hồi trong lịch sử Somalia. Yaqut Al-Hamawi và sau này là ibn Said đã lưu ý rằng người Berber (người Somalia) là một quốc gia Hồi giáo thịnh vượng trong giai đoạn này. Vương quốc Hồi giáo Adal khi ấy đã là trung tâm của một đế chế thương mại trải dài từ Mũi Guardafui tới Hadiya. Người Adalite sau đó rơi vào ảnh hưởng của Vương quốc Ifat, và trở nên thịnh vượng dưới sự bảo hộ này.
Thủ đô của Ifat là Zeila, nằm ở phía bắc Somalia hiện nay, từ đây quân đội Ifat ra đi chinh phục Vương quốc Shoa năm 1270. Cuộc chinh phục này đã gây ra tình trạng đối đầu giành thế bá chủ giữa người Solomonid Công giáo và những người Hồi giáo Ifatite dẫn tới nhiều cuộc chiến tranh tàn phá, và cuối cùng chấm dứt với một thắng lợi của người Solomonic trước Vương quốc Ifat sau cái chết của vị vua Hồi giáo nổi tiếng Sa'ad ad-Din II tại Zeila bởi Dawit II. Gia đình Sa'ad ad-Din II sau đó được cho trú ngụ tại triều đình của Vua Yemen, nơi các con trai ông tái lập và dự định cuộc trả thù những người Solomonid.

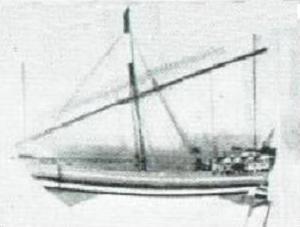
Mô hình của một con tàu Mogadishan.

Trong thời kỳ Ajuuraan, các vương quốc hồi giáo và các nhà nước cộng hoà Merca, Mogadishu, Barawa, Hobyo và những cảng biển của họ phát triển mạnh và có mối quan hệ thương mại phát đạt với những con tàu đi và đến từ Ả Rập, Ấn Độ, Venetia, Ba Tư, Ai Cập, Bồ Đào Nha và xa tới tận Trung Quốc. Vasco da Gama, người đã đi qua Mogadishu vào thế kỷ XV, ghi chú rằng đây là một thành phố lớn với những ngôi nhà cao bốn hay năm tầng và những cung điện lớn ở trung tâm cùng rất nhiều thánh đường Hồi giáo với các tháp hình trụ.
Trong những năm 1500, Duarte Barbosa ghi chú rằng nhiều tàu từ Vương quốc Cambaya ở Ấn Độ hiện nay đã đi tới Mogadishu với các loại vải vóc và hương vị, để trao đổi lấy vàng, sáp ong và ngà voi. Barbosa cũng nhấn mạnh tới sự thừa mứa của thịt, lúa mì, lúa mạch, ngựa, và hoa quả tại các khu chợ ven biển, mang lại sự giàu có lớn cho các thương gia. Mogadishu, trung tâm của một ngành công nghiệp dệt đang thịnh vượng được gọi là toob benadir (chuyên phục vụ cho các chợ tại Ai Cập và Syria), cùng với Merca và Barawa cũng là một điểm trung chuyển cho những lái buôn Swahili từ Mombasa và Malindi và cho việc buôn bán vàng từ Kilwa. Các lái buôn Do Thái từ Hormuz mang các loại vải Ấn Độ và hoa quả của họ tới bờ biển Somalia để đổi lấy ngũ cốc và gỗ.
Quan hệ thương mại được thiết lập với Malacca ở thế kỷ XV với các mặt hàng trao đổi chính là vải, long diên hương và đồ sứ. Hươu cao cổ, ngựa vằn và trầm hương đã được xuất khẩu tới triều đình Nhà Minh ở Trung Quốc, khiến các thương nhân Somalia có vai trò hàng đầu trong mối quan hệ thương mại giữa châu Á và châu Phi và khiến ngôn ngữ Somalia có ảnh hưởng tới ngôn ngữ Trung Quốc trong quá trình đó. Các thương nhân Hindu từ Surat và các lái buôn Đông Nam châu Phi từ Pate, tìm kiếm con đường vượt qua cả sự phong toả của người Bồ Đào Nha và sự can thiệp của người Oman, sử dụng các cảng Merca và Barawa của Somalia (không thuộc quyền kiểm soát của hai cường quốc đó) để tiến hành buôn bán một cách an toàn mà không bị can thiệp.

### Thời kỳ hiện đại và Cuộc tranh giành châu Phi

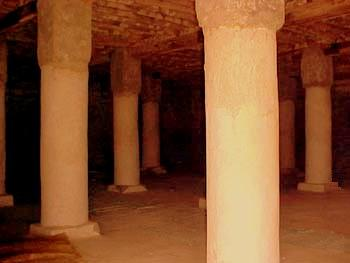
Nhà thờ Hồi giáo thế kỷ 17 ở Hafun.

Ở giai đoạn tiền hiện đại, các nhà nước kế tục của Adal và các Đế chế Ajuuraan bắt đầu phát triển ở Somalia. Chúng là Triều đại Gerad, Các triều đại Bari và Triều đại Gobroon. Họ tiếp tục truyền thống chăn nuôi gia súc và thương mại trên biển đã được thành lập từ các đế chế Somalia trước đó.
Quốc vương Hồi giáo Yusuf Mahamud Ibrahim, quốc vương thứ ba của Gia đình Gobroon, đã khởi đầu thời kỳ vàng son của Triều đại Gobroon. Quân đội của ông giành nhiều thắng lợi trong cuộc Thánh chiến Bardheere, tái lập sự ổn định trong vùng và khôi phục lại ngành thương mại ngà voi của Đông Phi. Ông cũng nhận được các quà tặng và có mối quan hệ thân tình với các vị vua cai trị của các vương quốc gần và xa ở xung quanh như Omani, Witu và Yemeni.
Con trai của quốc vương Ibrahim Ahmed Yusuf kế vị ông và là một trong những nhân vật quan trọng nhất ở thế kỷ XIX tại Đông Phi, nhận được đồ triều cống từ các vị thống đốc Oman và tạo lập các liên minh với các dòng họ Hồi giáo quan trọng trên bờ biển Đông Phi. Ở phía bắc Somalia, Triều đại Gerad tiến hành thương mại với Yemen và Ba Tư và cạnh tranh với các lái buôn từ Triều đại Bari. Người Gerad và các quốc vương Bari đã xây dựng các cung điện, lâu đài và pháo đài rất ấn tượng và có quan hệ thân cận với nhiều đế chế khác nhau ở Cận Đông.

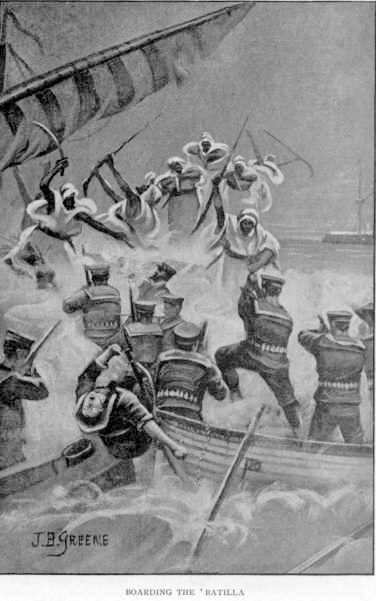
Binh sĩ Somalia trèo lên một tàu chiến Anh.

 Hồi cuối thế kỷ XIX, sau hội nghị Berlin, các cường quốc phương Tây bắt đầu Cuộc tranh giành châu Phi, khiến lãnh đạo Dervish Muhammad Abdullah Hassan vận động sự ủng hộ từ khắp Vùng sừng châu Phi và bắt đầu một trong những cuộc kháng chiến chống thực dân lâu dài nhất từng có. Trong nhiều bài thơ và bài diễn thuyết của ông, Hassan đã nhấn mạnh rằng những người Anh vô đạo "đã phá huỷ tôn giáo của chúng ta và biến con cháu của chúng ta thành con cháu của chúng" và rằng những người Ethiopia theo Công giáo liên minh với người Anh đã khuất phục trước sự cướp bóc tự do chính trị và tôn giáo của quốc gia Somalia. Ông nhanh chóng nổi lên như "một nhà vô địch của tự do chính trị và tôn giáo của Somalia, bảo vệ nó chống lại mọi kẻ xâm lược Thiên chúa."
Hassan đã ra một sắc lệnh tôn giáo quy định rằng bất kỳ một người quốc gia Somalia nào không chấp nhận mục tiêu thống nhất Somalia và không chiến đấu dưới sự lãnh đạo của ông sẽ bị coi là kafir hay gaal. Ông nhanh chóng có được vũ khí từ Thổ Nhĩ Kỳ, Sudan, và các quốc gia Hồi giáo và/hay Ả Rập khác, và chỉ định các bộ trưởng và các cố vấn để điều hành các lĩnh vực khác nhau của Somalia. Ngoài ra, ông còn đưa ra lời kêu gọi thống nhất và độc lập cho Somalia, trong quá trình tổ chức các lực lượng của mình.

Phong trào Devish của Hassan có đặc điểm nhấn mạnh vào quân sự, và nhà nước Dervish được lấy theo mô hình của một tình anh em Salihiya. Nó có đặc trưng ở hệ thống cấp bậc cứng nhắc và tập trung hoá. Dù Hassan đe doạ nhấn chìm những tín đồ Công giáo xuống biển, ông đã tiến hành cuộc tấn công đầu tiên bằng cách tung ra một lực lượng quân sự với 1500 người Dervish được trang bị 20 súng hiện đại vào binh sĩ Anh đang đồn trú trong vùng. 

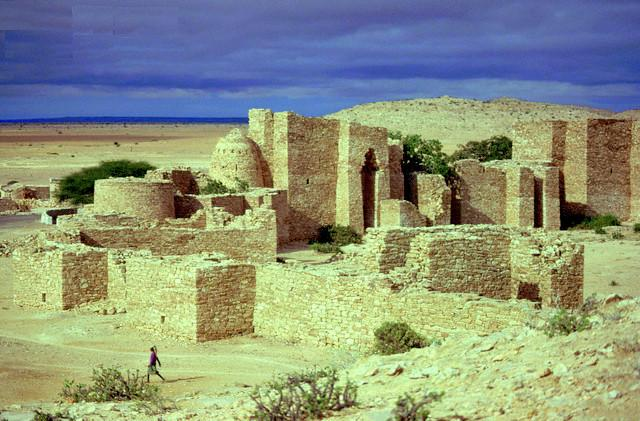
Taleex là thủ đô của Nhà nước Dervish.

 Ông đẩy lui bốn cuộc tấn công của người Anh và có những quan hệ với các cường quốc phe trục như Ottoman và Đức. Năm 1920, nhà nước Dervish sụp đổ sau những vụ tấn công ném bom của người Anh, và các lãnh thổ Dervish sau đó được chuyển thành một vùng bảo hộ.
Sự xuất hiện của chủ nghĩa Phát xít đầu thập niên 1920 đã báo hiệu một sự thay đổi trong chiến lược của Italia, khi các vương quốc hồi giáo phía đông bắc nhanh chóng bị buộc vào trong các biên giới của La Grande Somalia theo kế hoạch của nhà nước Phát xít Italia. Với sự xuất hiện của Thống đốc Cesare Maria De Vecchi ngày 15 tháng 12 năm 1923, mọi sự bắt đầu thay đổi ở phần Somaliland được gọi là Somaliland Italia. Italia có quyền tiếp cận những khu vực đó theo các hiệp ước bảo hộ tiếp nối nhau, nhưng không cai trị trực tiếp.
Chính phủ Phát xít trực tiếp cai quản lãnh thổ Benadir. Italia Phát xít, dưới sự lãnh đạo của Benito Mussolini, đã tấn công Abyssinia (Ethiopia) năm 1935, với mục tiêu thuộc địa hoá nó. Cuộc xâm lược bị Hội quốc liên lên án, nhưng ít có hành động được thực hiện để ngăn chặn nó hay để giải phóng Ethiopia bị chiếm đóng. Ngày 3 tháng 8 năm 1940, quân đội Italia, gồm cả các đơn vị thuộc địa Somalia, vượt từ Ethiopia tới xâm lược Somaliland Anh, và tới ngày 14 tháng 8, giành thắng lợi khi chiếm được Berbera từ tay người Anh.
Một lực lượng Anh, gồm cả các binh sĩ từ nhiều quốc gia châu Phi, đã tung ra một chiến dịch vào tháng 1 năm 1941 từ Kenya để giải phóng Somaliland của Anh và Ethiopia đang bị chiếm đóng cũng như chinh phục Somaliland của Italia. Tới tháng 2, hầu hết Somaliland Italia bị chiếm và vào tháng 3, Somaliland Anh được tái chiếm từ ngoài biển. Các lực lượng của Đế chế Anh hoạt động ở Somaliland gồm ba sư đoàn các binh sĩ Nam, Tây và Đông Phi. Họ được các lực lượng Somalia dưới sự lãnh đạo của Abdulahi Hassan với những người Somalia thuộc các bộ tộc Isaaq, Dhulbahante, và Warsangali trợ giúp. Sau Thế Chiến II, số lượng người định cư Italia bắt đầu giảm; con số này còn chưa tới 10,000 năm 1960.

### Nhà nước Somalia
Sau Thế Chiến II, dù người Somalia giúp đỡ các cường quốc Đồng Minh trong cuộc chiến của họ chống lại các cường quốc phe Trục, Anh vẫn duy trì quyền kiểm soát với cả Somaliland Anh và Somaliland Italia như những khu vực bảo hộ. Tháng 11 năm 1949, Liên hiệp quốc trao cho Italia quyền uỷ trị với Somaliland Italia, nhưng dưới sự kiểm soát chặt chẽ và theo điều kiện đầu tiên do Liên đoàn Thanh niên Somalia (SYL) và các tổ chức chính trị mới xuất hiện của Somalia, như Hizbia Digil Mirifle Somali (HDMS) (sau này trở thành Hizbia Dastur Mustaqbal Somali) và Liên đoàn quốc gia Somalia (SNL) khi ấy đang đấu tranh cho nền độc lập của Somalia, đề xuất, rằng Somalia sẽ có được độc lập trong vòng mười năm. Somaliland Anh tiếp tục là một khu vực bảo hộ của Anh cho tới năm 1960.
Để Italia giữ được vùng lãnh thổ theo uỷ trị của Liên hiệp quốc, theo các điều khoản của việc uỷ trị người Somalia có cơ hội được giáo dục chính trị và tự quản. Đây là những điều tiến bộ mà vùng Somaliland của Anh, bị sáp nhập vào nhà nước Somalia mới, không có. Dù trong thập niên 1950 các quan chức thuộc địa Anh đã có những cố gắng, thông qua nhiều nỗ lực phát triển, để bù đắp cho sự thiếu quan tâm trước đó, vùng bảo hộ vẫn ở trong tình trạng trì trệ. Sự chênh lệch giữa hai vùng lãnh thổ về phát triển kinh tế và chính trị đã gây ra những khó khăn nghiêm trọng khi hai vùng được sáp nhập.
Trong lúc ấy, năm 1948, dưới áp lực từ các đồng minh trong Thế Chiến II và trước những người dân Somalia đang bất mãn, người Anh "trao trả" Haud (một vùng chăn thả quan trọng của Somalia trước kia bị cho là 'thuộc sự bảo hộ' theo các hiệp ước của Anh với Somalia năm 1884 và 1886) và Ogaden cho Ethiopia, dựa trên một hiệp ước họ đã ký năm 1897 theo đó người Anh nhượng lại lãnh thổ Somalia cho Hoàng đế Ethiopia Menelik để đổi lấy sự giúp đỡ của ông chống lại hành động cướp bóc của các bộ tộc Somalia. Người Anh thêm vào điều khoản rằng những người du mục Somalia sẽ giữ lại quyền tự trị của họ, nhưng Ethiopia ngay lập tức tuyên bố chủ quyền với họ. Điều này đã khiến một kế hoạch mua lại các vùng đất Somalia mà họ đã nhượng trước đó của người Anh năm 1956 không thể thành công. Anh cũng trao quyền hành chính của Quận Biên giới phía Bắc (NFD) nơi hầu hết toàn người Somalia sinh sống cho những người Kenyan theo chủ nghĩa quốc gia dù có một cuộc trưng cầu dân ý không chính thức với đại đa số người dân mong muốn vùng này gia nhập vào nhà nước Cộng hoà Somalia mới được thành lập.

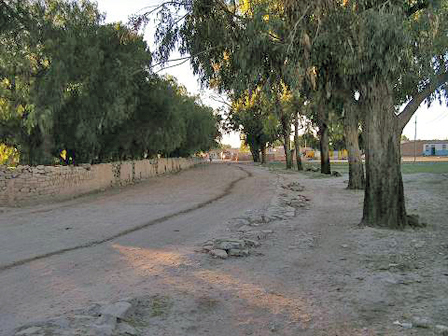
Pathway in old Erigavo.

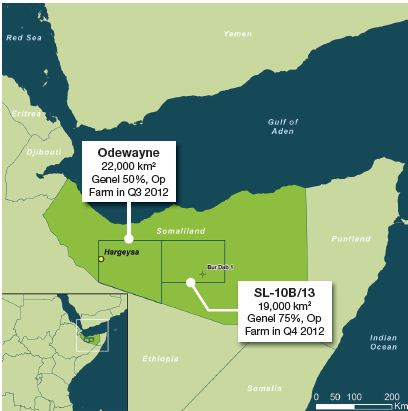
Somaliland oil blocks.

Một cuộc trưng cầu dân ý được tổ chức ở nước Djibouti láng giềng (khi ấy được gọi là Somaliland Pháp) năm 1958, ngay trước khi Somalia trở thành độc lập năm 1960, để quyết định việc họ có tham gia vào Cộng hoà Somalia hay ở lại với Pháp. Kết quả cho thấy người dân ủng hộ tiếp tục liên minh với Pháp, chủ yếu bởi số phiếu đồng ý của nhóm sắc tộc Afar khá đông đảo và những người châu Âu định cư. Tuy nhiên, đa số những người bỏ phiếu phản đối là người Somalia những người mạnh mẽ ủng hộ việc gia nhập liên minh thống nhất với Somalia như đã từng được Mahmoud Harbi, Phó tổng thống Hội đồng Chính phủ đề xuất. Harbi thiệt mạng trong một vụ rơi máy bay hai năm sau đó. Cuối cùng Djibouti giành lại độc lập từ Pháp năm 1977 và Hassan Gouled Aptidon, một người Somalia lấy vợ Pháp từng kêu gọi người dân bỏ phiếu thuận trong cuộc trưng cầu dân ý năm 1958, trở thành tổng thống đầu tiên của Djibouti (1977–1991).
Somaliland Anh độc lập ngày 26 tháng 6 năm 1960, và Somaliland Italia trước kia cũng theo bước năm ngày sau đó. Ngày 1 tháng 7 năm 1960, hai vùng lãnh thổ thống nhất để lập ra Cộng hoà Somali, bên trong các lãh thổ đã được Italia và Anh Quốc lập ra. Một chính phủ được Abdullahi Issa thành lập và Aden Abdullah Osman Daar trở thành Tổng thống, và Abdirashid Ali Shermarke là Thủ tướng, sau này ông trở thành Tổng thống (từ 1967–1969). Ngày 20 tháng 7 năm 1961 và sau một cuộc trưng cầu dân ý, người dân Somalia phê chuẩn một hiến pháp mới, bản hiến pháp này được soạn thảo lần đầu năm 1960.
Tuy nhiên, sự đối đầu giữa các bộ tộc vẫn tồn tại dai dẳng. Năm 1967, Muhammad Haji Ibrahim Egal trở thành Thủ tướng, một chức vụ do Shermarke chỉ định. Egal sau này sẽ trở thành Tổng thống vùng Somaliland tự trị ở phía tây bắc Somalia.
Cuối năm 1969, sau vụ ám sát Tổng thống Shermarke, một chính phủ quân sự lên nắm quyền lực trong một vụ đảo chính dưới sự lãnh đạo của Thiếu tướng Salaad Gabeyre Kediye, Tướng Siad Barre và Giám đốc cảnh sát Jama Korshel. Barre trở thành Tổng thống và Korshel làm phó tổng thống. Quân đội cách mạng đưa ra những chương trình công cộng trên diện rộng và đã thành công trong việc tiến hành các chương trình xoá mù chữ ở thành thị và nông thôn, giúp tăng đáng kể tỷ lệ biết chữ từ 5% lên 55% vào giữa thập niên 1980. Tuy nhiên, những cuộc tranh giành vẫn tiếp tục dưới thời cầm quyền của Barre. Ở một thời điểm ông đã ám sát một nhân vật quan trọng trong nội các của mình, Thiếu tướng Gabeyre, và hai quan chức khác.

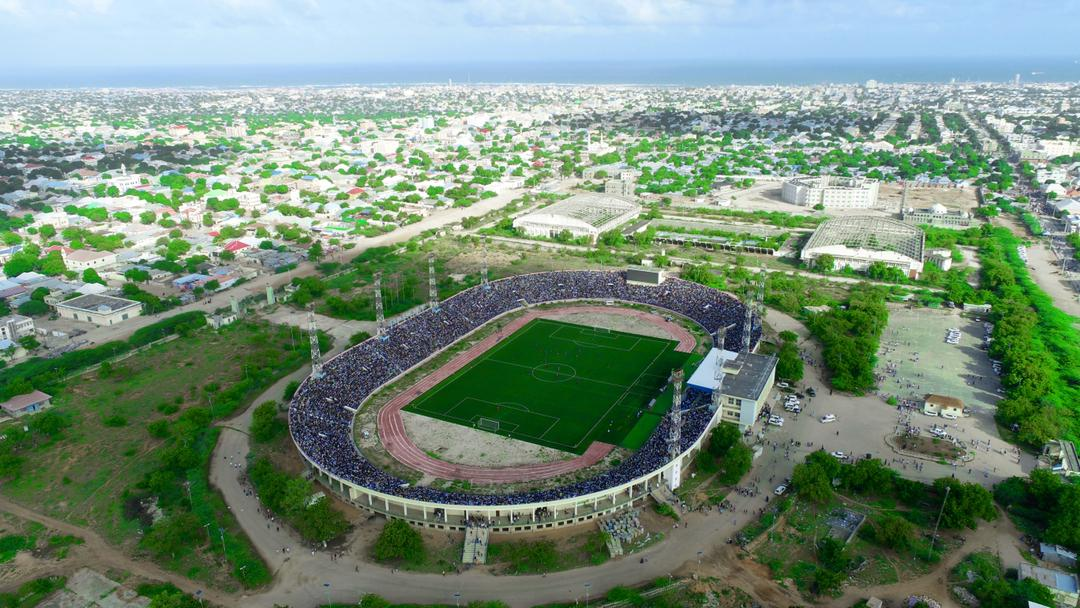
Sân vận động Mogadishu

Vào tháng 7 năm 1976 chính quyền độc tài quân sự thật sự ở Somalia bắt đầu với việc thành lập Đảng Xã hội Cách mạng Somali (Xisbiga Hantiwadaagga Kacaanka Soomaaliyeed, XHKS). Đảng này nắm quyền ở Somalia cho tới khi chính phủ quân sự sụp đổ trong thời gian tháng 12 năm 1990–tháng 1 năm 1991. Chính phủ này bị lật đổ sau một cuộc nổi dậy vũ trang của Mặt trận Cứu tế Dân chủ Somali (Jabhadda Diimuqraadiga Badbaadinta Soomaaliyeed, SSDF), Quốc hội Thống nhất Somali (USC), Phong trào Quốc gia Somali (SNM), và Phong trào Yêu nước Somali (SPM) cùng với những cuộc phản đối chính trị phi bạo lực của Mặt trận Dân chủ Somali (SDM), Liên minh Dân chủ Somali (SDA) và Nhóm Tuyên ngôn Somali (SMG).

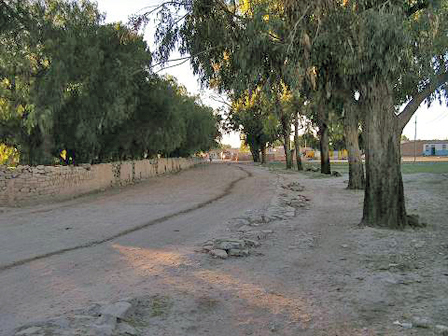
Pathway in old Erigavo.

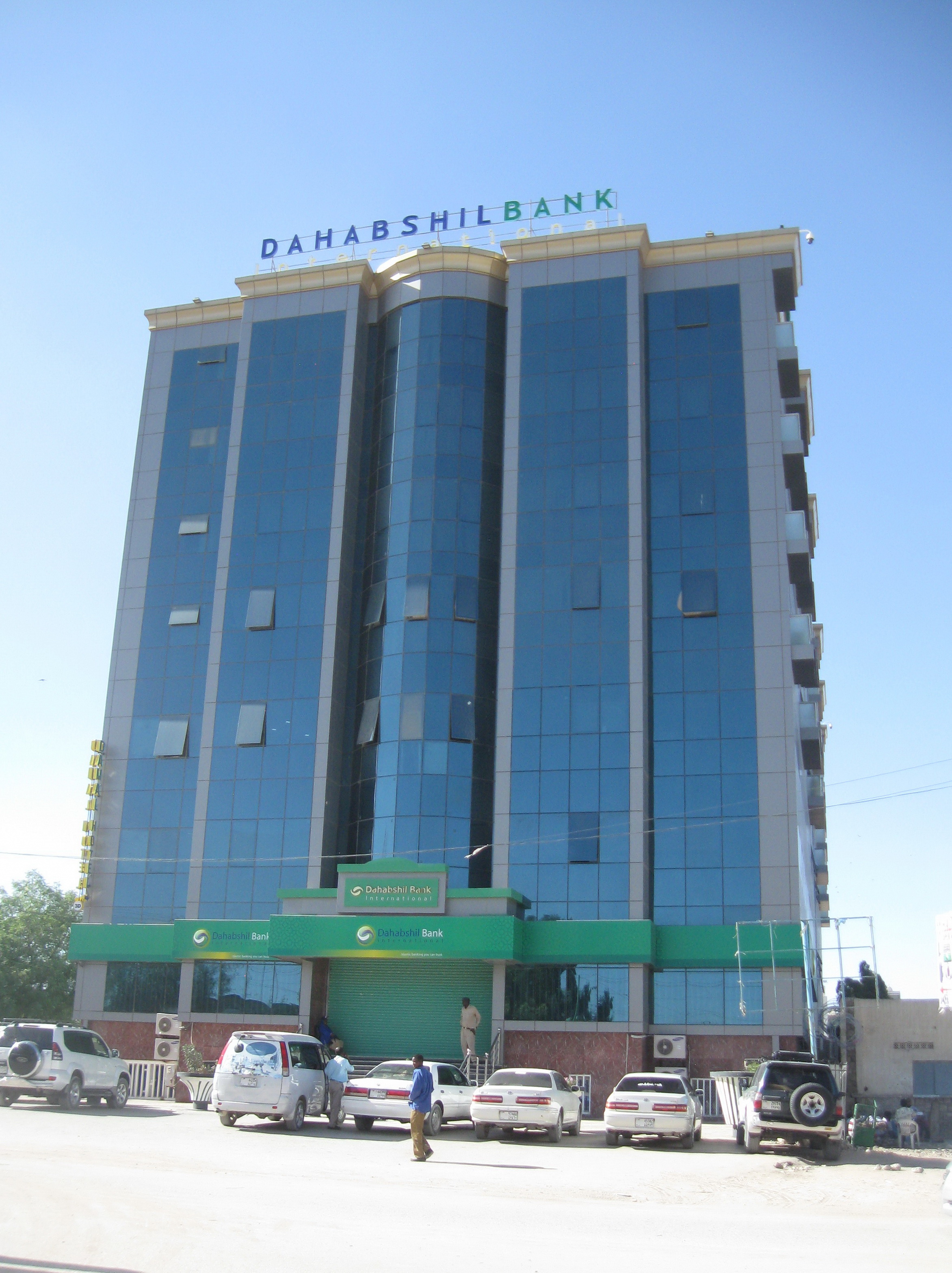
Dahabshiil ở Hargeisa.

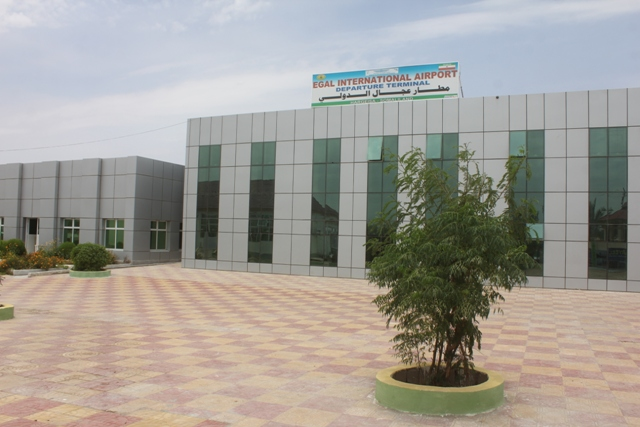
Sân bay quốc tế Hargeisa ở Hargeisa.

Năm 1977 và 1978, Somalia xâm lược nước Ethiopia láng giềng trong cuộc Chiến tranh Ogaden, trong đó Somalia có mục tiêu thống nhất các vùng đất Somali từng bị phân chia bởi các cường quốc thuộc địa trước kia, và giành quyền tự quyết cho sắc tộc Somali tại các lãnh thổ đó. Somalia đầu tiên đấu tranh với Kenya và Ethiopia bằng ngoại giao, nhưng đã không thành công. Somalia, vốn đã sẵn sàng cho cuộc chiến, lập ra Mặt trận Giải phóng Quốc gia Ogaden (ONLF), sau đó gọi là Mặt trận Giải phóng miền Tây Somali, WSLF) và cuối cùng tìm cách chiếm đóng Ogaden. Somalia hành động đơn phương mà không tham khảo cộng đồng quốc tế, và nói chung cộng đồng quốc tế phản đối việc vẽ lại các biên giới thời thuộc địa, trong khi Liên bang Xô viết và các quốc gia thuộc Khối hiệp ước Warszawa từ chối giúp đỡ Somalia, và thay vào đó, hỗ trợ cho nước Ethiopia cộng sản. Tuy vậy, Liên Xô, thấy rằng mình đang hỗ trợ cho cả hai phía trong cuộc chiến, đã cố gắng tìm kiếm một thoả thuận ngừng bắn.
Trong tuần đầu tiên của cuộc xung đột các lực lượng vũ trang Somalia đã chiếm miền nam và miền trung Ogaden và trong hầu hết cuộc chiến, quân đội Somalia giành nhiều thắng lợi trước quân đội Ethiopia và đuổi họ xa tới tận Sidamo. Tới tháng 9 năm 1977, Somalia đã kiểm soát 90% Ogaden và chiếm các thành phố chiến lược như Jijiga và tạo áp lực mạnh mẽ với Dire Dawa, đe doạ tuyến đường sắt từ thành phố này tới Djibouti. Sau khi bao vây Harar, một cuộc can thiệp quân sự lớn không lường trước của Liên Xô gồm 20,000 quân Cuba và nhiều nghìn chuyên gia Liên Xô giúp đỡ cho Ethiopia. Quân đội Somalia buộc phải rút lui và sau đó Somalia phải quay sang tìm kiếm sự trợ giúp từ phía Hoa Kỳ. Dù chính quyền Carter đã thể hiện sự quan tâm tới việc giúp đỡ Somalia, sau này nó đã giảm bớt, như đối với các đồng minh của Hoa Kỳ tại Trung Đông và châu Á.
Tới năm 1978, tinh thần của chính phủ Somalia không còn nữa. Nhiều người Somalia đã tan vỡ ảo tưởng với cuộc sống dưới chế độ độc tài quân sự và chế độ này càng suy yếu hơn nữa trong thập niên 1980 khi cuộc Chiến tranh Lạnh dần kết thúc và tầm quan trọng chiến lược của Somalia không còn nữa. Chính phủ ngày càng độc tài, và các phong trào phản kháng, được sự khuyến khích của Ethiopia, lan ra khắp nước, cuối cùng dẫn tới cuộc Nội chiến Somalia.
Trong năm 1990, tại thành phố thủ đô Mogadishu, người dân bị cấp tụ tập ở nơi công cộng với các nhóm lớn hơn ba hay bốn người. Tình trạng thiếu hụt nhiên liệu khiến những hàng dài ô tô phải xếp hàng tại các trạm xăng. Lạm phát khiến giá của pasta, (loại mì khô Italia thông thường, món ăn chính ở thời điểm đó), lên tới 5 dollar Mỹ mỗi kilôgam. Giá của khat, được nhập khẩu hàng ngày từ Kenya, cũng là 5 dollar Mỹ trên mỗi bó tiêu chuẩn. Đồng tiền giấy có giá trị thấp tới nỗi cần nhiều bó tiền để trả cho một bữa ăn thông thường trong nhà hàng. Tiền xu bị rắc ra khắp phố bởi chúng có giá trị quá thấp để sử dụng. Một thị trường chợ đen tồn tại ở trung tâm thành phố khi các ngân hàng thiếu tiền để trao đổi. Vào buổi đêm, thành phố Mogadishu hoàn toàn tối đen. Các máy phát điện cho thành phố đã bị chính phủ bán đi. Việc giám sát chặt chẽ mọi du khách nước ngoài được tiến hành. Các quy định kiểm soát đổi tiền ngặt nghèo được đưa ra để ngăn việc rò rỉ ngoại tệ ra bên ngoài và chỉ các quan chức ngân hàng được tiếp cận chúng, việc chụp ảnh nhiều địa điểm bị ngăn cấm. Vào ban ngày ở Mogadishu, sự xuất hiện của bất kỳ lực lượng quân sự chính phủ nào rất ít thấy. Tuy nhiên, những chiến dịch vào ban đêm được cho là của các cơ quan chính phủ đã dẫn tới tình trạng 'mất tích' của một số cá nhân khỏi nhà họ.

### Nội chiến Somalia

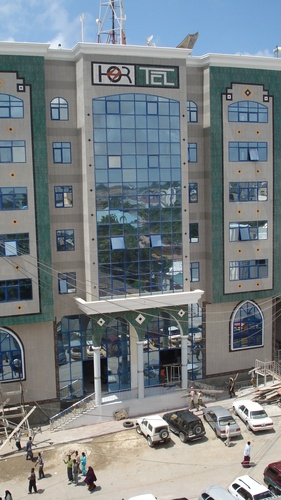
Hormuud Telecom is one of many firms with headquarters in Mogadishu.

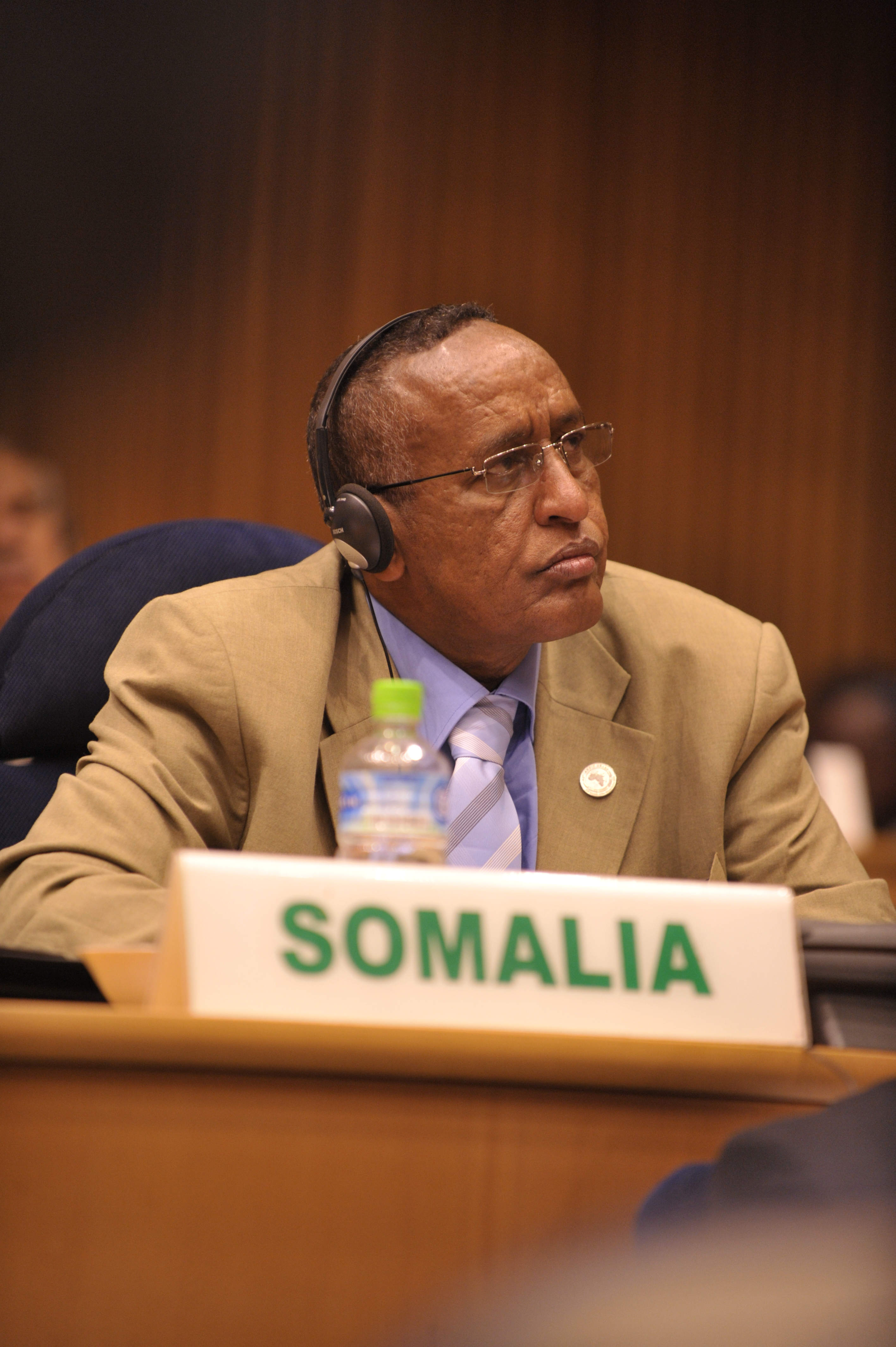
Chính phủ Liên bang Somalia đặt trụ sở ở Mogadishu, thủ đô của Somalia.

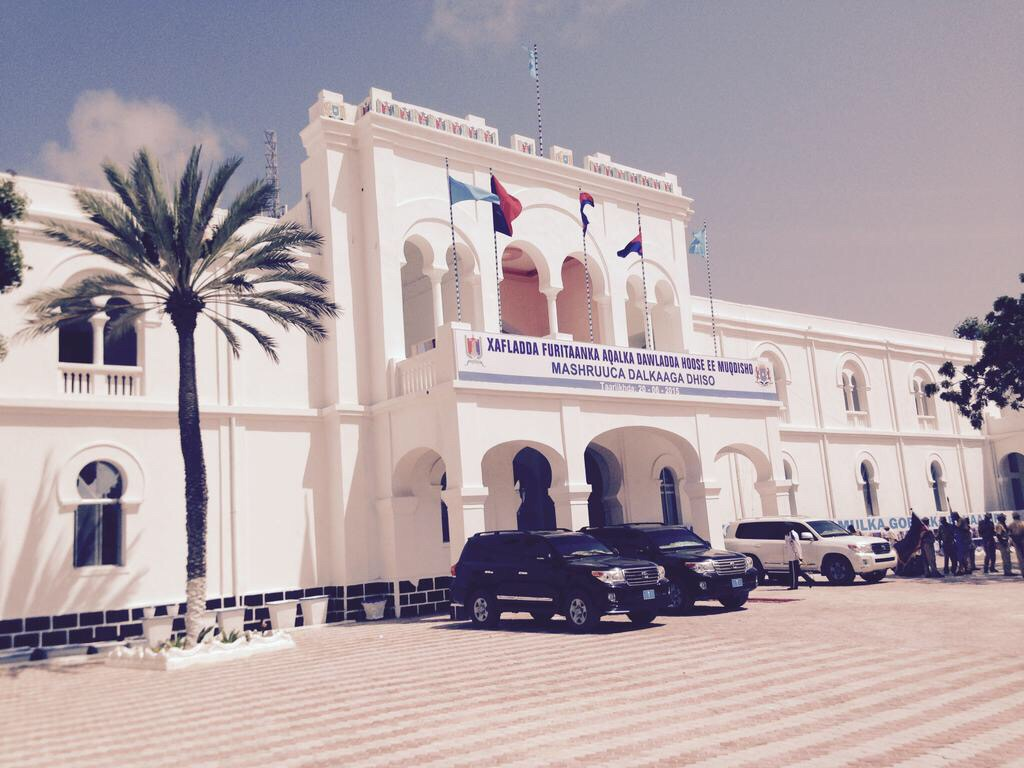
Trụ sở chính quyền địa phương Mogadishu.

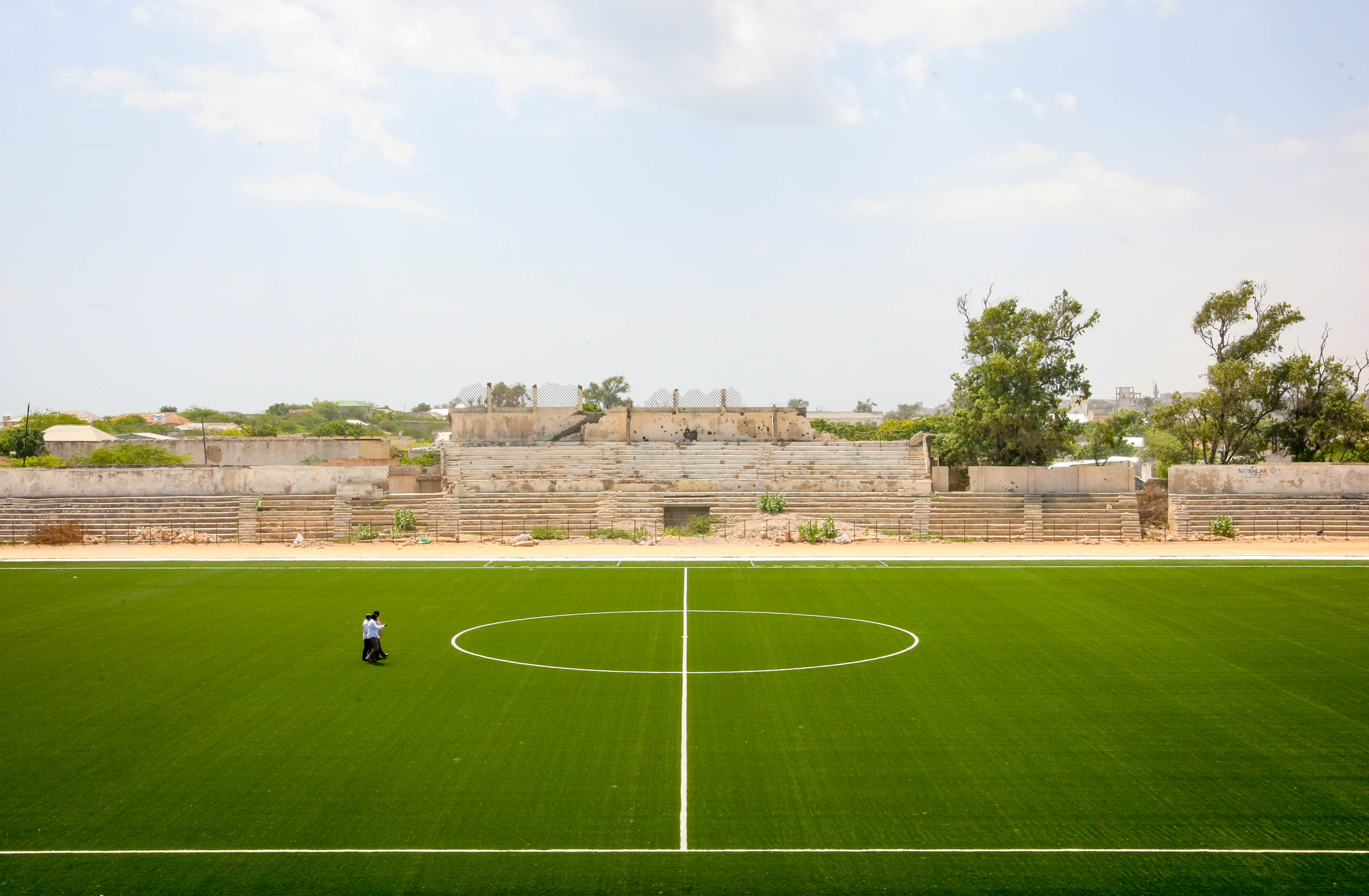
Sân vận động Banadir đang được tu sửa

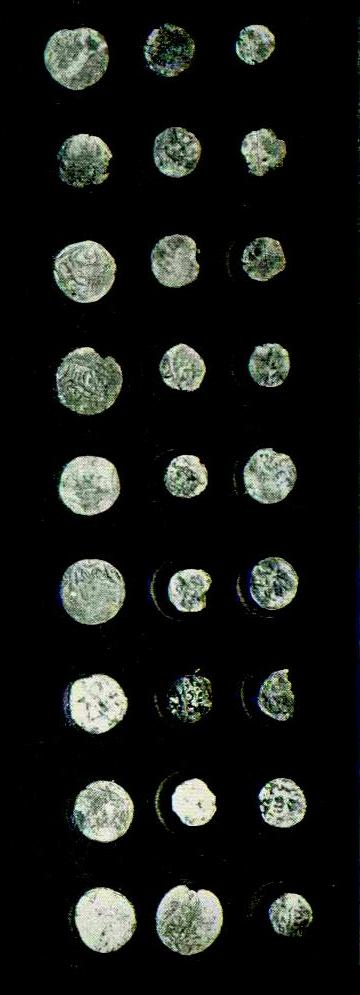
Mogadishan currency.

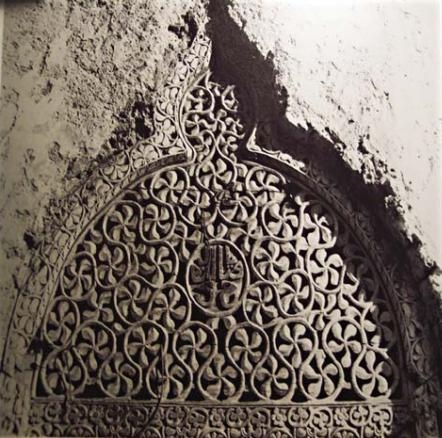
Entrance of a coral stone house in Mogadishu.

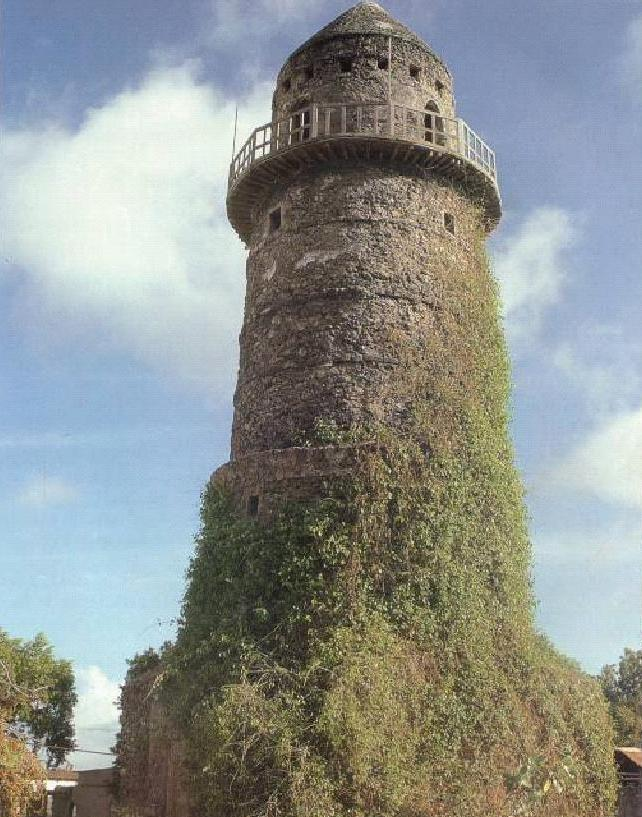
Almnara Tower, Mogadishu.

Năm 1991 chứng kiến những thay đổi lớn ở Somalia. Tổng thống Barre bị lật đổ bởi các lực lượng dòng họ ở miền nam và miền bắc được Ethiopia trang bị. Và sau một cuộc họp của Phong trào Quốc gia Somali cùng những bô lão của các bộ tộc, vùng thuộc địa cũ của Anh ở phía bắc đất nước tuyên bố độc lập với tên gọi Somaliland tháng 5 năm 1991; dù trên thực tế có độc lập và tương đối ổn định so với miền nam đang hỗn loạn, chưa có bất kỳ một chính phủ nước ngoài nào công nhận nhà nước này.
Tháng 1 năm 1991, Tổng thống Ali Mahdi Muhammad được nhóm tuyên ngôn lựa chọn làm tổng thống lâm thời cho tới một cuộc hội nghị giữa tất cả các bên được sẽ tổ chức tại Djibouti vào tháng sau đó để lựa chọn ra một lãnh đạo quốc gia. Tuy nhiên, lãnh đạo quân sự của Quốc hội Thống nhất Somali Tướng Mohamed Farrah Aidid, lãnh đạo Mặt trận Quốc gia Somali Abdirahman Toor và lãnh đạo Phong trào Yêu nước Somali Col Jess từ chối công nhận Mahdi là tổng thống.
Điều này đã gây ra chia rẽ giữa SNM, USC và SPM và các nhóm vũ trang của Tuyên ngôn, Phong trào Dân chủ Somali (SDM) và Liên minh Quốc gia Somali (SNA) ở mặt khác và bên trong các lực lượng USC. Điều này dẫn tới những nỗ lực lật đổ Barre người vẫn tuyên bố là tổng thống hợp pháp của Somalia. Ông và những lực lượng vũ trang ủng hộ mình vẫn ở lại miền nam đất nước cho tới giữa năm 1992, càng khiến bạo lực leo thang, đặc biệt tại các vùng Gedo, Bay, Bakool, Lower Shabelle, Hạ Juba, và Trung Juba. Cuộc xung đột vũ trang bên trong USC đã tàn phá vùng Mogadishu.
Cuộc nội chiến đã tàn phá nền nông nghiệp và làm gián đoạn việc phân phối lương thực ở miền nam Somalia. Căn nguyên của hầu hết những cuộc xung đột là những bất đồng và sự cạnh tranh những nguồn tài nguyên giữa các dòng họ. James Bishop, đại sứ cuối cùng của Hoa Kỳ tại Somalia, đã giải thích rằng có sự "cạnh tranh về nguồn nước, đồng cỏ chăn thả, và... gia súc. Đó là một cuộc cạnh tranh trước kia thường được giải quyết bằng những mũi tên và kiếm... Bây giờ nó được thực hiện bằng những khẩu AK-47." Kết quả là nạn đói (khoảng 300,000 người chết) sau đó đã khiến Hội đồng Bảo an Liên hiệp quốc phải cho phép tiến hành chiến dịch giữ gìn hoà bình hạn chế năm Chiến dịch Liên hiệp quốc tại Somalia I (UNOSOM I). Việc sử dụng vũ lực của UNOSOM bị hạn chế ở mức phòng vệ và nhanh chóng bị các lực lượng tham chiến bỏ qua.
Phản ứng trước sự tiếp tục bạo lực và thảm hoạ nhân đạo, Hoa Kỳ đã tổ chức một liên minh quân sự với mục tiêu tạo lập một môi trường an toàn ở miền nam Somalia cho việc tiến hành các chiến dịch nhân đạo. Liên minh này, (Lực lượng Nhiệm vụ Thống nhất hay UNITAF) đã tiến vào Somalia tháng 12 năm 1992 trong Chiến dịch Vãn hồi Hy vọng và đã thành công trong việc tái lập trật tự và làm giảm bớt nạn đói. Tháng 5 năm 1993, hầu hết quân dội Hoa Kỳ đã rút đi và UNITAF được thay thế bởi Chiến dịch Liên hiệp quốc ở Somalia II (UNOSOM II).
Tuy nhiên, Mohamed Farrah Aidid coi UNOSOM II là một mối đe doạ với quyền lực của mình và vào tháng 6 năm 1993 đội quân du kích của ông đã tấn công binh sĩ Quân đội Pakistan, thuộc UNOSOM II, (xem Somalia (tháng 3 năm 1992 tới tháng 2 năm 1996)) ở Mogadishu gây ra 80 thương vong. Giao tranh leo thang cho tới khi 19 binh sĩ Mỹ và hơn 1,000 người Somalia thiệt mạng trong cuộc bố ráp ở Mogadishu tháng 10 năm 1993. Liên hiệp quốc ngừng Chiến dịch Lá chắn Thống nhất ngày 3 tháng 3 năm 1995, sau khi đã chịu khá nhiều tổn thất nhân mạng, và quyền lực của chính phủ vẫn chưa được tái lập. Tháng 8 năm 1996, Aidid bị giết ở Mogadishu.

## Chính trị

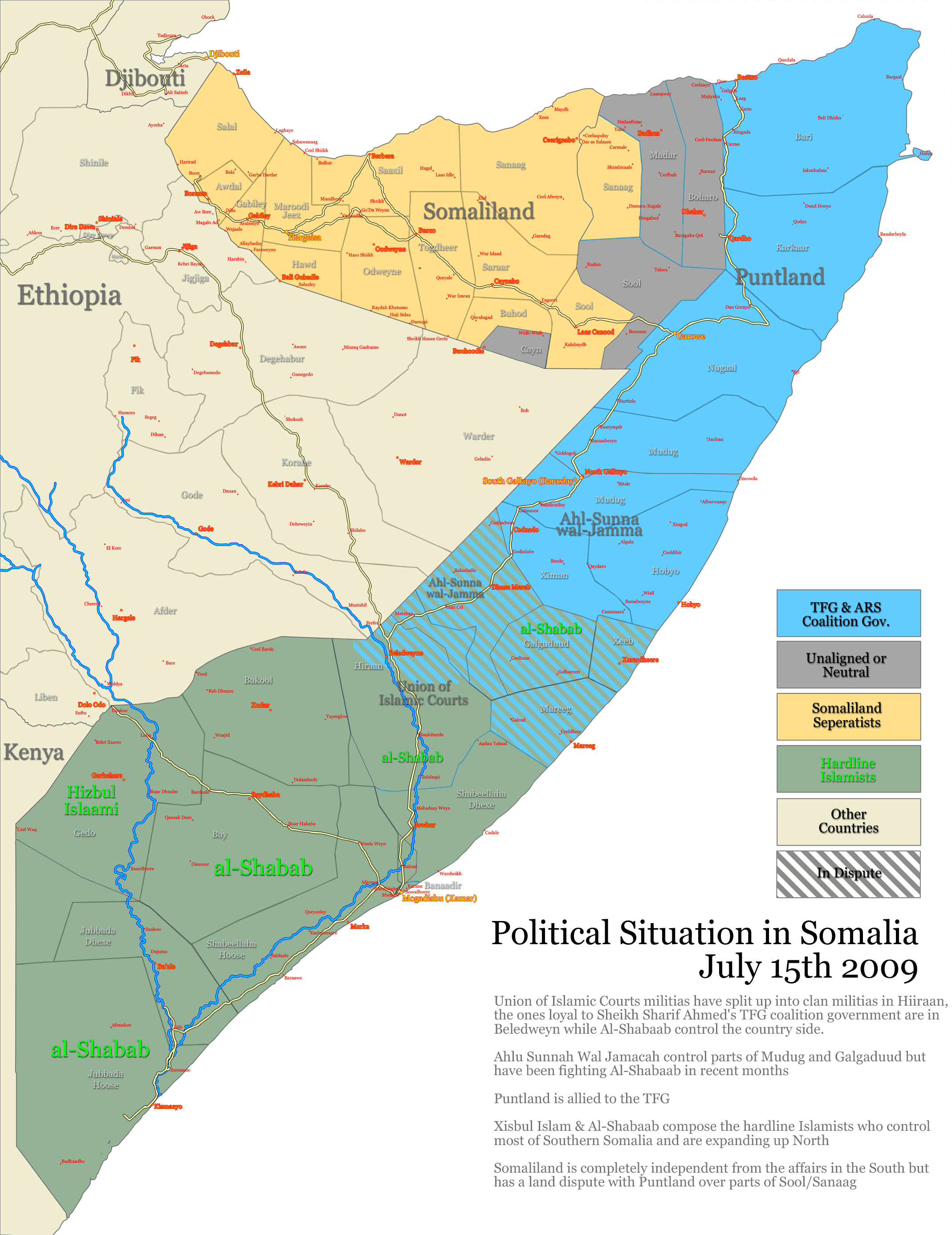
Tình hình hiện tại ở Somalia

Sau cuộc nội chiến các dòng họ Harti và Tanade tuyên bố một nhà nước tự quản ở phía đông bắc, lấy tên là Puntland, nhưng vẫn chấp nhận rằng họ sẽ tham gia vào bất kỳ một cuộc hoà giải nào ở Somalia để hình thành một chính phủ trung ương mới. Sau đó vào năm 2002, Tây Nam Somalia, gồm Bay, Bakool, Jubbada Dhexe (Middle Juba), Gedo, Shabeellaha Hoose (Hạ Shabele) và Jubbada Hoose (Hạ Juba) các vùng của Somalia tuyên bố tự trị. Dù ban đầu là kẻ xúi giục việc này, Quân đội Kháng chiến Rahanweyn, được thành lập năm 1995, chỉ kiểm soát hoàn toàn được Bay, Bakool và các phần của Gedo và Jubbada Dhexe, nhanh chóng thành lập trên thực tế một khu vực tự trị ở Tây nam Somalia.
Dù cuộc xung đột giữa Hasan Muhammad Nur Shatigadud và hai vị phó của ông đã làm suy yếu quân đội Rahanweyn từ tháng 2 năm 2006, vùng Tây nam trở thành trung tâm của TFG dựa trên thành phố Baidoa. Shatigadud trở thành Bộ trưởng Tài chính, người phó của ông Adan Mohamed Nuur Madobe trở thành Người phát ngôn Nghị viện và người phó thứ hai Mohamed Ibrahim Habsade trở thành Bộ trưởng Vận tải. Shatigadud cũng giữ chức Chủ tịch Toà án Truyền thống của Những người già.
Năm 2004, TFG họp tại Nairobi, Kenya và đưa ra một tuyên bố về chính phủ của quốc gia. Thủ đô TFG hiện ở Baidoa. Trong lúc đó Somalia là một trong những nước bị ảnh hưởng bởi trận sóng thần tấn công các bờ biển Ấn Độ Dương sau trận động đất Ấn Độ Dương năm 2004, phá huỷ toàn bộ các làng mạc và làm thiệt mạng khoảng 300. Năm 2006, Somalia bị lụt sau những trận mưa lớn và đợt lụt này ảnh hưởng tới toàn bộ Vùng sừng châu Phi ảnh hưởng tới 350,000 người. Sự đối đầu giữa các bộ tộc kéo dài tới năm 2006 với tuyên bố vùng tự trị của nhà nước Jubaland, gồm các phần của Gedo, Jubbada Dhexe, và toàn bộ Jubbada Hoose. Barre Adan Shire Hiiraale, chủ tịch của Liên minh Thung lũng Juba, người tới từ Galguduud ở trung Somalia là lãnh đạo có quyền hành nhất ở đó. Giống như Puntland chính phủ vùng này không muốn có quy chế nhà nước đầy đủ, mà là một số hình thức liên bang tự trị.
Xung đột lại bùng phát đầu năm 2006 giữa một liên minh các lãnh chúa của Mogadishu được gọi là Liên minh vì sự Vãn hồi Hoà bình và Chống Khủng bố (hay "ARPCT") và một lực lượng du kích trung thành với Liên minh các Toà án Hồi giáo, tìm kiếm việc áp đặt luật Hồi giáo Sharia tại Somalia. Những thay đổi luật xã hội, như cấm nhai khat, là một phần những hành động của ICU nhằm thay đổi cách hành xử và áp đặt những quy định đạo đức chặt chẽ. Rất nhiều tin tức nói rằng việc chơi bóng đá đang bị cấm, cũng như việc theo dõi các trận bóng đá, nhưng cũng có những các thông báo của chính ICU bác bỏ những lệnh cấm này. Liên đoàn các Toà án Hồi giáo nằm dưới sự lãnh đạo của Sheikh Sharif Ahmed. Khi được hỏi liệu ICU có những kế hoạch mở rộng quyền kiểm soát ra toàn bộ Somalia, Sheikh Ahmed đã trả lời trong một cuộc phỏng vấn: "Đất đai không phải là ưu tiên của chúng tôi. Ưu tiên của chúng tôi là hoà bình, phẩm cách cho mọi người, và họ có thể sống trong tự do, rằng họ có thể quyết định số phận của riêng mình. Đó là ưu tiên của chúng tôi. Ưu tiên của chúng tôi không phải là đất đai; con người là quan trọng với chúng tôi."

Somalia ở thời đỉnh cao quyền lực của Liên minh các toà án Hồi giáo, tháng 12 năm 2006

Nhiều trăm người, chủ yếu là những thường dân bị kẹt trong những cuộc giao tranh, đã chết trong cuộc xung đột này. Những người dân Mogadishu miêu tả nó như là sự giao tranh tồi tệ nhất trong hơn một thập kỷ. Liên minh các Toà án Hồi giáo đã buộc tội Hoa Kỳ tài trợ cho các lãnh chúa thông qua Cục Tình báo Trung ương và cung cấp vũ khí cho họ trong nỗ lực nhằm ngăn chặn Liên minh các Toà án Hồi giáo lên nắm quyền lực. Bộ Ngoại giao Hoa Kỳ, tuy không thừa nhận cũng không phủ nhận điều này, nói Hoa Kỳ không có hành động nào xâm phạm vào lệnh cấm vận vũ khí quốc tế với Somalia. Vài email miêu tả những chiến dịch bí mật bất hợp pháp của các công ty quân sự tư nhân vi phạm vào các quy định của Liên hiệp quốc đã được thông báo by the UK Sunday newspaper The Observer.
Tới đầu tháng 6 năm 2006 Du kích Hồi giáo đã kiểm soát Mogadishu, sau Trận Mogadishu thứ hai, và cứ điểm cuối cùng của A.R.P.C.T. ở miền nam Somalia, thị trấn Jowhar, sau đó đầu hàng với ít sự kháng cự. Các lực lượng còn lại của A.R.P.C.T. bỏ chạy về phía đông hay qua biên giới vào Ethiopia và liên minh đã hoàn toàn sụp đổ.
Chính phủ Chuyển tiếp được Ethiopia hậu thuẫn sau đó đã kêu gọi sự can thiệp của một lực lượng gìn giữ hoà bình của vùng Đông Phi. Tuy nhiên Liên minh các toà án Hồi giáo phản đối mạnh mẽ quân đội nước ngoài - đặc biệt là quân đội Ethiopia — hiện diện ở Somalia. tuyên bố rằng Ethiopia, với lịch sử lâu dài như một cường quốc đế quốc gồm cả việc chiếm đóng Ogaden, đang tìm cách chiếm Somalia, hay cai trị Somalia như một nhà nước chư hầu. Trong lúc đó Liên minh các toà án Hồi giáo và lực lượng du kích của họ kiểm soát hầu hết nửa phía nam của Somalia, thông thường qua việc đàm phán với các lãnh đạo bộ tộc địa phương chứ không phải bằng vũ lực.
Tuy nhiên, du kích Hồi giáo vẫn ở lại các khu vực gần biên giới Ethiopia, nơi đã trở thành một địa điểm trú ngụ cho nhiều người tị nạn Somalia gồm cả Chính phủ Chuyển tiếp, đóng trụ sở tại thị trấn Baidoa. Ethiopia nói họ sẽ bảo vệ Baidoa nếu nó bị đe doạ. Ngày 25 tháng 12 năm 2006, Liên minh các toà án Hồi giáo đã tiến vào cảng phía nam Kismayo, cảng duy nhất còn dưới sự kiểm soát của chính phủ chuyển tiếp. Quân đội Ethiopia đã tiến vào Somalia và chiếm thị trấn Buur Hakaba ngày 9 tháng 10 và cuối ngày hôm đó Liên minh các toà án Hồi giáo đưa ra lời tuyên chiến với Ethiopia.

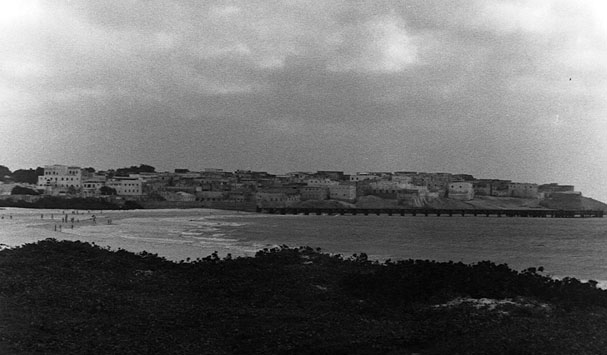
Kismayo, một trong những cảng chính của Somalia.

Ngày 1 tháng 11 năm 2006, các cuộc đàm phán hoà bình giữa Chính phủ Chuyển tiếp và ICU thất bại. Cộng đồng quốc tế lo ngại một cuộc nội chiến trên diễn rộng sẽ diễn ra, với các lực lượng được Ethiopia và Eritrea hậu thuẫn đánh lẫn nhau. Giao tranh một lần nữa bùng phát ngày 21 tháng 12 năm 2006 khi lãnh đạo ICU, Sheikh Hassan Dahir Aweys nói: "Somalia đang trong tình trạng chiến tranh, và mọi người dân Somalia phải tham gia vào cuộc chiến chống lại Ethiopia này", và những cuộc giao tranh ác liệt đã nổ ra giữa du kích Hồi giáo và phía bên kia là Chính phủ Chuyển tiếp Somalia cùng các lực lượng của Ethiopia.
Cuối tháng 12 năm 2006, Ethiopia tung ra những cuộc không kích vào quân đội Hồi giáo và những cứ điểm mạnh trên khắp Somalia. Bộ trưởng Thông tin Ethiopia Berhan Hailu nói rằng các mục tiêu bao gồm cả thị trấn Buurhakaba, gần căn cứ của Chính phủ Chuyển tiếp tại Baidoa. Một máy bay chiến đấu của Ethiopia đã tấn công Sân bay Quốc tế Mogadishu (hiện là Sân bay Quốc tế Aden Adde), không gây nhiều thiệt hại nghiêm trọng nhưng đã khiến sân bay phải đóng cửa. Những máy bay chiến đấu khác của Ethiopia tấn công một sân bay quân sự ở phía tây Mogadishu.
Thủ tướng Ethiopia Meles Zenawi sau đó thông báo rằng nước ông đang phát động một cuộc chiến tranh chống lại ICU để bảo vệ chủ quyền của mình. "Các lực lượng quốc phòng Ethiopia đã buộc phải tham chiến để bảo vệ chủ quyền quốc gia và đẩy lùi những cuộc tấn công liên tục của những kẻ khủng bố toà án Hồi giáo và những thành phần chống Ethiopia mà chúng đang ủng hộ," ông nói.
Những ngày giao tranh ác liệt tiếp tục diễn ra khi quân đội Ethiopia và chính phủ được xe tăng và máy bay hỗ trợ tấn công các lực lượng Hồi giáo giữa Baidoa và Mogadishu. Cả hai bên đều tuyên bố đã gây hàng trăm thiệt hại nhân mạng cho bên kia, nhưng bộ binh và xe thiết giáp của quân Hồi giáo đã bị thiệt hại nặng nề và buộc phải rút lui về Mogadishu. Ngày 28 tháng 12 năm 2006, đồng minh tiến vào Mogadishu sau khi các chiến binh Hồi giáo đã bỏ chạy khỏi thành phố. Thủ tướng Ali Mohammed Ghedi tuyên bố rằng Mogadishu đã được giải phóng, sau cuộc gặp với các lãnh đạo dòng họ địa phương để đàm phán về việc chuyển giao thành phố một cách hoà bình. Tuy vậy vào thời điểm tháng 4 năm 2008, Chính phủ Chuyển tiếp Liên bang và đồng minh Ethiopia của họ vẫn phải đối mặt với những cuộc tấn công thường xuyên của quân nổi dậy Hồi giáo.
Quân Hồi giáo rút về phía nam, về cứ điểm của họ tại Kismayo, đội quân tập hậu của họ giao tranh với quân chính phủ ở nhiều thị trấn. Họ cũng đã bỏ Kismayo, mà không chiến đấu, tuyên bố rằng hành động của họ là một cuộc rút lui chiến lược để tránh thương vong cho dân thường, và củng cố quân đội quanh thị trấn nhỏ Ras Kamboni, ở mũi cực nam của Somalia và trên biên giới với Kenya. Đầu tháng 1, quân đội Ethiopia và quân chính phủ tấn công, dẫn tới Trận Ras Kamboni, và chiếm các địa điểm của quân Hồi giáo và buộc những chiến binh còn sống sót phải bỏ chạy vào các vùng đồi núi và rừng rậm sau nhiều ngày giao trah. Ngày 9 tháng 1 năm 2007, Hoa Kỳ đã công khai can thiệp vào Somalia khi gửi các máy bay Lockheed AC-130 tấn công các vị trí của ICU tại Ras Kamboni. Hàng chục người đã bị chết và tới thời điểm ấy ICU hầu như đã bị đánh bại. Trong năm 2007 và 2008, các nhóm du kích Hồi giáo mới được tổ chức, và tiếp tục chiến đấu chống chính phủ chuyển tiếp Somalia và quân đội chính quy của Ethiopia. Họ đã khôi phục được quyền kiểm soát những vùng lớn của đất nước. Các lực lượng Ethiopia đã rút đi năm 2009. ICU không còn tồn tại như một nhóm chính trị có tổ chức nữa, và hiện nó là một phần của Chính phủ Chuyển tiếp Liên bang.

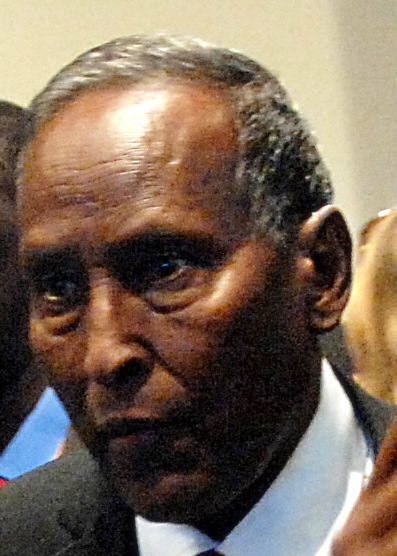
Abdullahi Yusuf Ahmed

Ngày 29 tháng 12 năm 2008, Abdullahi Yusuf Ahmed thông báo trước một nghị viện thống nhất ở Baidoa việc từ chức Tổng thống Somalia của ông. Trong bài diễn văn, được phát đi trên đài phát thanh quốc gia, Yusuf thể hiện sự hối tiếc khi không thể chấm dứt được mười bảy năm xung đột vốn là trách nhiệm của chính phủ của ông. Ông cũng lên án cộng đồng quốc tế vì đã không thể hỗ trợ chính phủ, và nói rằng người phát ngôn nghị viện, Aden "Madobe" Mohamed, sẽ kế vị ông theo hiến chương của Chính phủ Chuyển tiếp Liên bang. Ngày 31 tháng 1 năm 2009, Sheikh Sharif Sheikh Ahmed được bầu làm tổng thống tại khách sạn Kempinski ở Djibouti.
Năm 2009, Liên minh các Toà án Hồi giáo bị sáp nhập vào trong Chính phủ Chuyển tiếp Liên bang, cùng với Liên minh vì sự Tái Giải phóng Somalia, một tập hợp các nhóm Hồi giáo ôn hoà. Những người Hồi giáo được trao 200 ghế trong nghị viện. Cựu Thủ tướng Nur Hassan Hussein của Chính phủ Chuyển tiếp Liên bang và Sharif Sheikh Ahmed cũng ký một thoả thuận chia sẻ quyền lực tại Djibouti được Liên hiệp quốc trung gian. Theo thoả thuận, quân đội Ethiopia sẽ rút khỏi Somalia, trao lại các căn cứ của họ cho chính phủ chuyển tiếp, lực lượng gìn giữ hoà bình Liên minh châu Phi và các nhóm Hồi giáo ôn hoà dưới sự lãnh đạo của ARS. Sau khi quân đội Ethiopia rút đi, chính phủ chuyển tiếp đã mở rộng nghị viện để bao gồm cả phe đối lập và bầu Sheikh Ahmed làm tổng thống mới ngày 31 tháng 1 năm 2009. Sheikh Ahmed sau đó chỉ định Omar Abdirashid Ali Sharmarke, con trai của cựu Tổng thống Abdirashid Ali Sharmarke, làm thủ tướng mới của đất nước.

## Luật pháp
Cơ cấp pháp lý tại Somalia được chia theo ba dòng: Luật dân sự, luật tôn giáo, và luật truyền thống dòng họ.

### Luật dân sự
Tuy hệ thống tư pháp chính thức của Somalia đã bị tàn phá hầu hết sau sự sụp đổ của chế độ Siad Barre, nó đã được xây dựng lại và hiện nằm dưới sự quản lý của những chính phủ cấp vùng khác nhau như vùng tự trị Puntland và các tiểu vùng Somaliland. Trong trường hợp Chính phủ Chuyển tiếp Liên bang, một cơ cấu pháp lý mới đã được thành lập thông qua nhiều hội nghị quốc tế khác nhau.
Dù có một số khác biệt chính trị lớn giữa họ, tất cả các cơ quan đó đều có các cơ cấu pháp lý tương tự nhau, đa phần trong số đó đã được khẳng định trong các hệ thống pháp lý của các cấu trúc hành chính trước kia của Somalia. Những điểu tương đồng đó trong luật dân sự gồm:
- Một điều khoản xác định sự vượt trội của luật Hồi giáo shari'a hay luật tôn giáo, dù trong thực tế shari'a chủ yếu được áp dụng cho các trường hợp như hôn nhân, ly dị, thừa kế và các vấn đề dân sự.
- Điều khoản đảm bảo tôn trọng các tiêu chuẩn toàn cầu về nhân quyền với mọi thực thể pháp luật. Nó cũng đảm bảo tính độc lập của tư pháp, và tư pháp lại được bảo vệ bởi một hội đồng pháp lý.
- Một hệ thống tư pháp ba cấp gồm một toà án tối cao, các toà phúc thẩm, và các toà án sơ thẩm (hoặc được phân chia giữa các toà án quận và các toà án địa phương, hay một toà án duy nhất ở mỗi vùng).
- Luật pháp của chính phủ dân sự có hiệu lực trước cuộc đảo chính quân sự lật đổ chế độ Barre vẫn có hiệu lực cho tới khi những điều luật đó bị sửa đổi.

### Shari'a
Luật Hồi giáo shari'a đóng một vai trò quan trọng và truyền thống trong xã hội Somalia. Trên lý thuyết, nó là cơ sở của mọi điều khoản luật pháp quốc gia trong mọi định chế của Somalia. Tuy nhiên, trên thực tế nó chỉ áp dụng cho những trường hợp dân sự như kết hôn, ly dị, thừa kế và các vấn đề gia đình. Điều này đã thay đổi sau khi cuộc nội chiến bắt đầu khi một số lượng toà án shari'a mới bắt đầu xuất hiện ở nhiều thành phố và thị trấn trên khắp nước.
Những toà án shari'a mới này có ba chức năng:
- Đưa ra những phán xét về cả các trường hợp dân sự và hình sự.
- Tổ chức một lực lượng dân quân có khả năng bắt giữ tội phạm.
- Đảm bảo kẻ bị kết án tù phải ở tù.

Các toà án shari'a, dù được xây dựng theo các cơ sở đơn giản, mang một đặc điểm thứ bậc thông thường của một chủ tịch, phó chủ tịch và bốn thẩm phán. Một lực lượng cảnh sát báo cáo với toà việc thực thi các phán quyết của các thẩm phán, nhưng cũng giúp giải quyết các tranh cãi cộng đồng và bắt giữ những kẻ nghi ngờ phạm tội. Ngoài ra, các toà còn là những trung tâm giam giữ nơi những kẻ tội phạm bị giam. Một uỷ ban tài chính độc lập cũng được trao nhiệm vụ thu thập và quản lý khoản thu từ thuế từ các thương nhân địa phương cho các cơ quan địa phương.
Tháng 3 năm 2009, chính phủ liên minh mới thành lập của Somalia thông báo rằng họ sẽ áp dụng shari'a như hệ thống pháp lý chính thức của quốc gia.

### Xeer
Trong nhiều thế kỷ người Somali đã thực thi một hình thức luật phong tục mà họ gọi là Xeer. Xeer là một hệ thống pháp lý đa tâm theo đó không một cá nhân riêng biệt nào quyết định luật pháp phải như thế nào hay nó phải được diễn giải như thế nào.
Hệ thống luật pháp Xeer được cho là đã phát triển riêng tại Vùng sừng châu Phi từ khoảng thế kỷ thứ VII. Không có bằng chứng rằng nó từng phát triển ở bất kỳ nơi nào hay bị ảnh hưởng lớn bởi bất kỳ hệ thống pháp lý nước ngoài nào. Thực tế rằng thuật ngữ pháp lý Somalia thực tế xuất phát từ các từ vay mượn từ các ngôn ngữ nước ngoài cho thấy rằng Xeer thực sự là bản địa.
Hệ thống pháp lý Xeer cũng đòi hỏi một số lượng chuyên môn hoá của nhiều chức năng riêng biệt bên trong một khung pháp lý. Vì thế, một người có thể tìm kiếm odayal (thẩm phán), xeer boggeyaal (luật gia), guurtiyaal (thám tử), garxajiyaal (người uỷ quyền), murkhaatiyal (nhân chứng) và waranle (sĩ quan cảnh sát) để thực thi luật pháp.
Xeer được định nghĩa bởi một số giáo lý nền tảng không biến đổi và rất giống với nguyên tắc jus cogens trong luật pháp quốc tế:
- Chi trả tiền máu (ở địa phương gọi là diya) cho sự phỉ báng, trộm cắp, làm hại tới thân thể, hãm hiếp và giết người, cũng như cung cấp hỗ trợ cho những người họ hàng.
- Đàm bảo quan hệ tốt giữa các dòng tộc bằng cách đối xử công bằng với phụ nữ, đảm phán với "các sứ giả hoà bình" với thiện ý, và cung cấp cho đời sống của những nhóm xã hội được bảo vệ (ví dụ trẻ em, phụ nữ, người sùng đạo, nhà thơ và khách).
- Những trách nhiệm gia đình như chi trả của hồi môn, và những cấm đoán với việc bỏ chạy theo tình nhân.
- Những quy định gắn liền với việc quản lý các nguồn tài nguyên như sử dụng đất chăn thả, nước và các nguồn tài nguyên thiên nhiên khác.
- Cung cấp hỗ trợ tài chính cho họ hàng người phụ nữ đi lấy chồng và những cặp mới kết hôn.
- Tặng gia súc và các đồ vật khác cho người nghèo.

## Các vùng và các quận

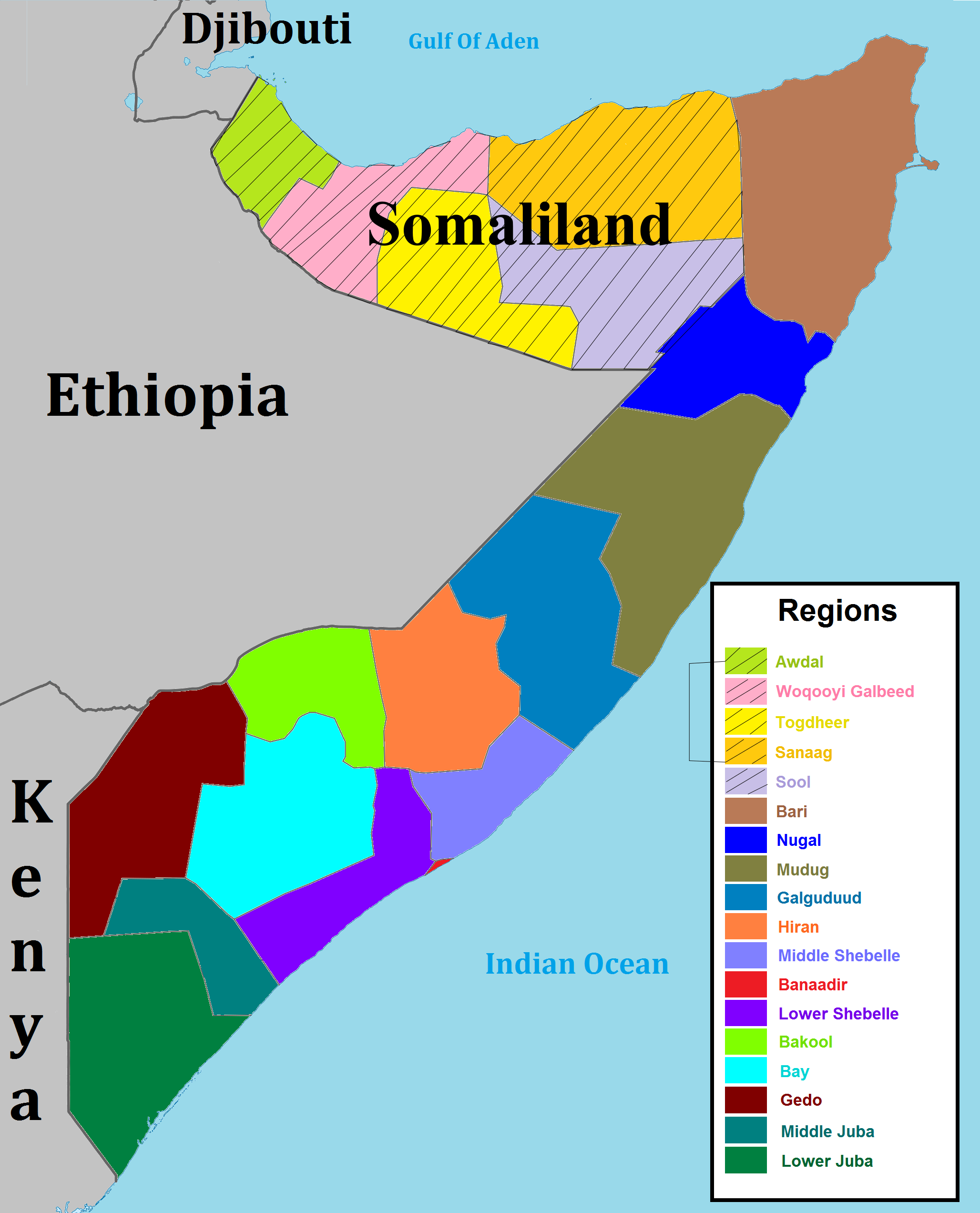
Bản đồ hành chính Somalia.

Trước cuộc nội chiến, Somalia được chia thành 18 vùng (gobollada, số ít gobol), và các vùng lại được chia thành các quận. Các vùng gồm:
| 1 Awdal 2 Bakool 3 Banaadir 4 Bari 5 Bay 6 Galguduud |  | 7 Gedo 8 Hiran 9 Trung Juba 10 Hạ Juba 11 Mudug 12 Nugal |  | 13 Sanaag 14 Trung Shabelle 15 Hạ Shabelle 16 Sool 17 Togdheer 18 Woqooyi Galbeed |

Trên cơ sở thực tế, miền bắc Somalia hiện được phân chia giữa những nhà nước kiểu chính phủ độc lập là Puntland, Somaliland, và Galguduud. Miền nam ít nhất trên danh nghĩa nằm dưới quyền kiểm soát của Chính phủ Chuyển tiếp Liên bang, dù trên thực tế nó nằm dưới quyền kiểm soát của các nhóm Hồi giáo bên ngoài Mogadishu. Dưới những thoả thuận trên thực tế hiện có 27 vùng.

## Địa lý

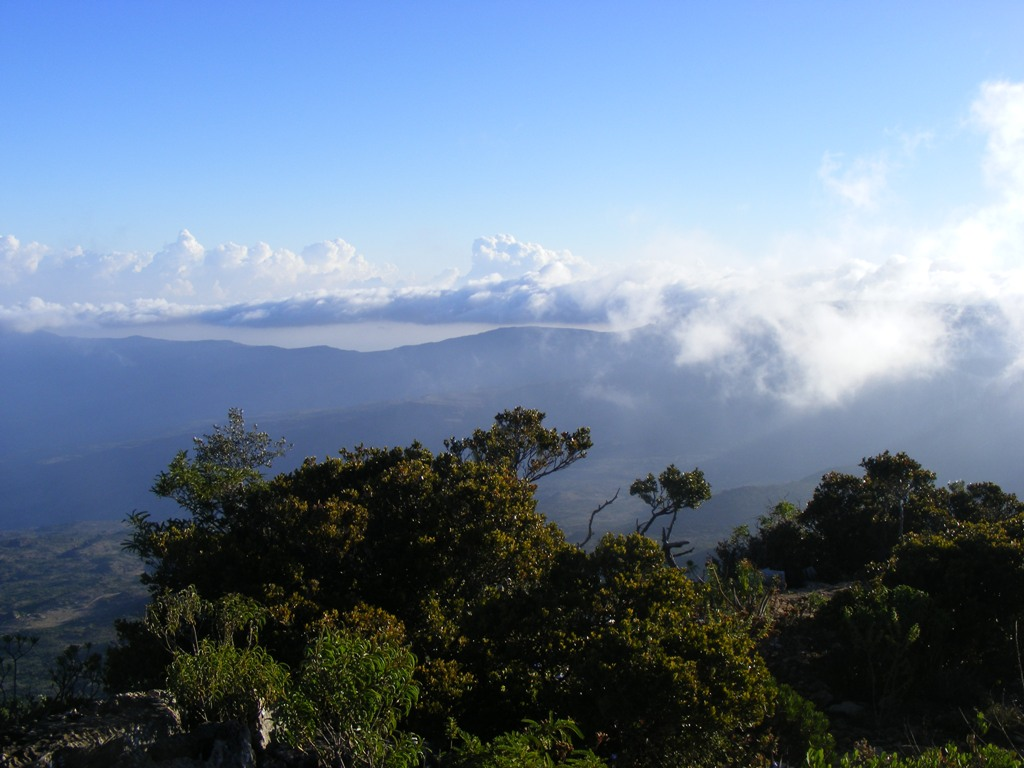
Quang cảnh dãy núi Almadow ở Maakhir, Somalia

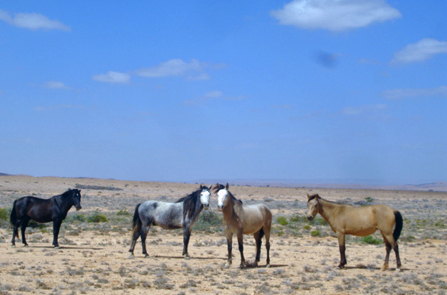
Những chú ngựa Ả Rập thường được gọi là Sunaari, trên những đồng cỏ khô cằn của Dhahar, Maakhir, Somalia

Là nước nằm ở cực đông châu Phi, Somalia có diện tích đất liền 637,540 kilômét vuông. Nước này nằm ở mũi của một vùng, mà vì trên bản đồ nhìn giống với chiếc sừng con tên giác, nên nó thường được gọi là Vùng sừng châu Phi. Somalia có bờ biển dài nhất lục địa. Đất đai của họ chủ yếu gồm các cao nguyên, đồng bằng, và những vùng đất cao.
Cal Madow là một dãy núi ở phần phía đông bắc đất nước, trải dài nhiều kilômét phía tây thành phố Bosaso tới tây bắc Erigavo. Các dãy núi đông tây nhấp nhô của dãy núi Karkaar nằm ở những độ cao khác nhau so với bờ biển Vịnh Aden.
Các yếu tố khí hậu chính là thời tiết nóng quanh năm, gió mùa theo mùa, và lượng mưa không đều. Nhiệt độ tối đa trung bình hàng ngày trong khoảng từ 30 °C (86 °F) đến 40 °C (104 °F), ngoại trừ ở những khu vực cao dọc theo bờ biển phía đông. Nhiệt độ tối thiểu trung bình hàng ngày trong khoảng từ 15 °C (59 °F) đến 30 °C (86 °F).
Gió mùa tây nam, một làn gió nhẹ từ biển, khiến giai đoạn từ khoảng tháng 5 đến tháng 10 là giai đoạn êm dịu nhất ở Mogadishu. Giai đoạn tháng 12 tới tháng 2 của gió mùa đông bắc cũng khá dịu, dù các điều kiện thời tiết chủ yếu ở Mogadishu hiếm khi dễ chịu. Các giai đoạn tangambili xen kẽ giữa hai mùa gió mùa (tháng 10–tháng 11 và tháng 3–tháng 5) nóng và ẩm.
| Dữ liệu khí hậu của Mogadishu      | Dữ liệu khí hậu của Mogadishu | Dữ liệu khí hậu của Mogadishu | Dữ liệu khí hậu của Mogadishu | Dữ liệu khí hậu của Mogadishu | Dữ liệu khí hậu của Mogadishu | Dữ liệu khí hậu của Mogadishu | Dữ liệu khí hậu của Mogadishu | Dữ liệu khí hậu của Mogadishu | Dữ liệu khí hậu của Mogadishu | Dữ liệu khí hậu của Mogadishu | Dữ liệu khí hậu của Mogadishu | Dữ liệu khí hậu của Mogadishu | Dữ liệu khí hậu của Mogadishu |
| Tháng                              | 1                             | 2                             | 3                             | 4                             | 5                             | 6                             | 7                             | 8                             | 9                             | 10                            | 11                            | 12                            | Năm                           |
| ---------------------------------- | ----------------------------- | ----------------------------- | ----------------------------- | ----------------------------- | ----------------------------- | ----------------------------- | ----------------------------- | ----------------------------- | ----------------------------- | ----------------------------- | ----------------------------- | ----------------------------- | ----------------------------- |
| Cao kỉ lục °C (°F)                 | 34 (93)                       | 32 (90)                       | 33 (91)                       | 36 (97)                       | 34 (93)                       | 32 (90)                       | 32 (90)                       | 30 (86)                       | 32 (90)                       | 32 (90)                       | 32 (90)                       | 34 (93)                       | 36 (97)                       |
| Trung bình ngày tối đa °C (°F)     | 30.2 (86.4)                   | 30.2 (86.4)                   | 30.9 (87.6)                   | 32.2 (90.0)                   | 31.2 (88.2)                   | 29.6 (85.3)                   | 28.6 (83.5)                   | 28.6 (83.5)                   | 29.4 (84.9)                   | 30.2 (86.4)                   | 30.6 (87.1)                   | 30.8 (87.4)                   | 30.2 (86.4)                   |
| Tối thiểu trung bình ngày °C (°F)  | 23.0 (73.4)                   | 23.4 (74.1)                   | 24.9 (76.8)                   | 25.6 (78.1)                   | 24.9 (76.8)                   | 23.7 (74.7)                   | 23.1 (73.6)                   | 23.0 (73.4)                   | 23.4 (74.1)                   | 24.3 (75.7)                   | 24.2 (75.6)                   | 23.5 (74.3)                   | 23.9 (75.0)                   |
| Thấp kỉ lục °C (°F)                | 20 (68)                       | 18 (64)                       | 20 (68)                       | 20 (68)                       | 18 (64)                       | 20 (68)                       | 15 (59)                       | 16 (61)                       | 18 (64)                       | 18 (64)                       | 21 (70)                       | 20 (68)                       | 15 (59)                       |
| Lượng mưa trung bình mm (inches)   | 0 (0)                         | 0 (0)                         | 8 (0.3)                       | 61 (2.4)                      | 61 (2.4)                      | 82 (3.2)                      | 64 (2.5)                      | 44 (1.7)                      | 25 (1.0)                      | 32 (1.3)                      | 43 (1.7)                      | 9 (0.4)                       | 429 (16.9)                    |
| Số ngày mưa trung bình             | 0                             | 0                             | 0                             | 5                             | 6                             | 10                            | 9                             | 7                             | 3                             | 2                             | 4                             | 1                             | 47                            |
| Độ ẩm tương đối trung bình (%)     | 78                            | 78                            | 77                            | 77                            | 80                            | 80                            | 81                            | 81                            | 81                            | 80                            | 79                            | 79                            | 79                            |
| Số giờ nắng trung bình tháng       | 266.6                         | 251.4                         | 282.1                         | 261.0                         | 272.8                         | 219.0                         | 226.3                         | 254.2                         | 264.0                         | 266.6                         | 261.0                         | 257.3                         | 3.082,3                       |
| Nguồn 1: Weltwetter Spiegel Online |                               |                               |                               |                               |                               |                               |                               |                               |                               |                               |                               |                               |                               |
| Nguồn 2: BBC Weather               |                               |                               |                               |                               |                               |                               |                               |                               |                               |                               |                               |                               |                               |

## Y tế
Somalia có một trong những tỷ lệ nhiễm HIV thấp nhất trên toàn châu Phi. Điều này được cho là bởi bản tính Hồi giáo của xã hội Somalia và việc người dân Somalia tuân theo các quy định đạo đức của Hồi giáo. Tuy ước tính tỷ lệ nhiễm HIV thường được dùng nhất cho Somalia năm 1987 (năm thông báo trường hợp đầu tiên) là 1% người trưởng thành, một ước tính gần đây hơn năm 2007 cho rằng chỉ 0.5% người trưởng thành ở quốc gia này nhiễm HIV dù cuộc nội chiến vẫn đang diễn ra.

## Giáo dục

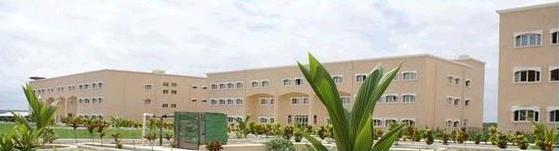
Khu ký túc xá mới của Đại học Mogadishu.

Bộ giáo dục chịu trách nhiệm chính thức về giáo dục tại Somalia, với khoảng 15% ngân sách chính phủ được chi tiêu cho các định chế giáo dục. Năm 2006, vùng tự trị Puntland ở phía đông bắc là vùng lãnh thổ thứ hai ở Somalia sau Somaliland đưa vào thực hiện phổ cập giáo dục tiểu học, với các giáo viên hiện nhận lương từ cơ quan hành chính Puntland. Từ 2005/2006 đến 2006/2007, đã có sự gia tăng đáng kể số lượng trường học ở Puntland, tăng thêm 137 cơ sở so với chỉ một năm trước đó. Trong cùng thời gian này, số lượng lớp học trong vùng tăng thêm 504, với 762 giáo viên nữa. Tổng số học sinh đăng ký tăng 27% so với năm trước đó, và số lượng học sinh nữ chỉ hơi thấp hơn số học sinh nam ở hầu hết các vùng. Nơi có tỷ lệ đăng ký theo học lớn nhất là vùng Bari phía cực bắc, và nơi có tỷ lệ thấp nhất là vùng Ayn ít người ở. Sự phân bố các lớp học hầu như đồng đều giữa các vùng đô thị và nông thôn, với số lượng học sinh và giáo viên tại các lớp học vùng đô thị cao hơn tại vùng nông thôn.
Giáo dục cao học tại Somalia hiện chủ yếu là tư nhân. Nhiều trường đại học trong nước gồm cả Đại học Mogadishu, đã được xếp vào danh sách 100 trường đại học tốt nhất ở châu Phi. Các trường đại học khác cung cấp giáo dục cao học ở miền nam gồm Đại học Benadir, Đại học Quốc gia Somalia, Đại học Kismayo và Đại học Gedo. Tại Puntland, giáo dục cao học được cung cấp bởi Đại học Nhà nước Puntland và Đại học Đông Phi. Tại Somaliland, giáo dục cao học được thực hiện bởi Đại học Amoud, Đại học Hargeisa, Đại học Kỹ thuật Somaliland và Đại học Burao.
Các trường Qu'ranic (cũng được gọi là duqsi) vẫn là hệ thống căn bản của việc giảng dạy tôn giáo truyền thống ở Somalia. Chúng cung cấp giáo dục Hồi giáo cho trẻ em, vì thế thực hiện một vai trò tôn giáo và xã hội trong nước. Được biết tới như hệ thống địa phương không chính thức ổn định nhất của giáo dục tôn giáo căn bản và giáo dục đạo đức, sức mạnh của chúng chủ yếu dựa trên sự hỗ trợ của cộng đồng và việc sử dụng những công cụ giảng dạy làm tại địa phương và có sẵn. Hệ thống Qu'ranic, vốn có số lượng học sinh lớn nhất so với các hệ thống giáo dục khác, thường là hệ thống có thể tiếp cận duy nhất của những người Somalia du mục so với các vùng đô thị. Một cuộc nghiên cứu năm 1993 phát hiện, trong số các điều khác, khoảng 40% học sinh tại các trường Qur'anic là trẻ em nữ. Để giải quyết những thiếu sót trong giảng dạy tôn giáo, chính phủ Somalia về phần mình cũng đã thành lập Bộ Hiến tặng và các Công việc Hồi giáo, theo đó giáo dục Qur'anic hiện đang được quản lý.

## Kinh tế
Dù có tình trạng bất ổn dân sự, Somalia vẫn duy trì được một nền kinh tế phi chính thức khá mạnh, dựa chủ yếu trên gia súc, các công ty gửi tiền/chuyển tiền, và viễn thông. Theo một cuộc nghiên cứu năm 2003 của Ngân hàng Thế giới, lĩnh vực tư nhân tăng trưởng khá ấn tượng, đặc biệt trong thương mại, buôn bán, vận tải, chuyển tiền và dịch vụ cơ sở hạ tầng, ngoài các lĩnh vực chủ chốt, như gia súc nông nghiệp và thủy sản. Năm 2007, Liên hiệp quốc thông báo rằng công nghiệp dịch vụ của nước này cũng đang phát triển. Nhà nhân loại học Spencer Heath MacCallum quy sự tăng trưởng hoạt động kinh tế này cho luật phong tục Somalia, luật tạo ra một môi trường ổn định cho việc tiến hành kinh doanh.
Nông nghiệp là lĩnh vực quan trọng nhất, với gia súc chiếm khoảng 40% GDP và khoảng 65% doanh thu xuất khẩu. Các mặt hàng xuất khẩu chính gồm cá, than, và chuối; đường, lúa miến, và ngô là các sản phẩm cho thị trường trong nước. Với gần 3 triệu con dê và cừu năm 1999, các cảng phía bắc Bosaso và Berbera chiếm 95% xuất khẩu dê và 52% xuất khẩu cừu của Đông Phi. Riêng vùng Somaliland xuất khẩu hơn 180 triệu mét tấn gia súc và hơn 480 triệu mét tấn sản phẩm nông nghiệp. Somalia cũng là một nhà cung cấp hương trầm và nhựa thơm lớn của thế giới.

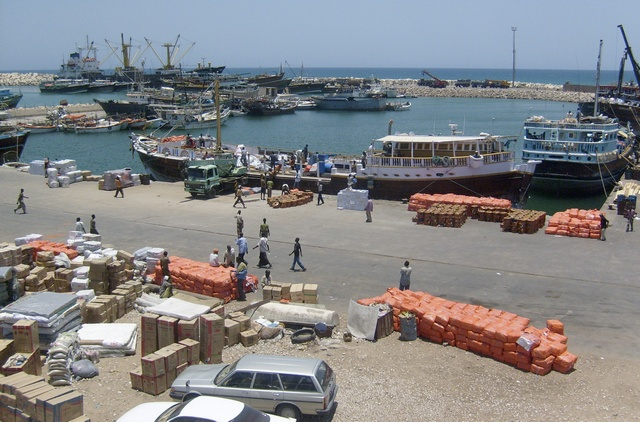
Cảng Bosaso.

Lĩnh vực công nghiệp nhỏ, dựa trên chế biến các sản phẩm nông nghiệp, chiếm 10% GDP. Theo một báo cáo năm 2005 của Ngân hàng Thế giới "việc kinh doanh hàng không tư nhân ở Somalia hiện đang phát triển với hơn năm hãng và có cuộc chiến giá giữa các công ty."
Với sự trợ giúp của cộng đồng người Do Thái Somalia, các công ty điện thoại di động, các quán cà phê internet và các trạm radio đã được thiết lập. Năm 2004, một nhà máy đóng chai Coca-Cola mới cũng được mở cửa ở Mogadishu, như một dấu hiệu gia tăng tin cậy trong kinh doanh.
Ngoài ra, các dịch vụ chuyển tiền đã trở thành một ngành công nghiệp lớn của đất nước, với ước tính số tiền gửi trị giá 2 tỷ USD được gửi tại Somalia bởi những người Do Thái Somalia thông qua các công ty chuyển tiền. Hệ thống chuyển đổi giá trị không chính thức hay hawala lớn nhất trong số đó là Dahabshiil, một công ty của Somalia với hơn 1000 nhân viên tại 40 quốc gia với các chi nhánh ở Luân Đôn và Dubai.
Các công ty dầu mỏ của Hoa Kỳ và Trung Quốc cũng quan tâm tới triển vọng khai thác dầu và các tài nguyên thiên nhiên khác ở Somalia. Một tập đoàn dầu mỏ đăng ký ở Sydney, Range Resources, đã dự đoán rằng tỉnh Puntland ở phía bắc có tiềm năng sản xuất 5 tỷ tới 10 tỷ barrel dầu.

## Truyền thông và Viễn thông
Tại Somalia, hàng chục tờ báo, đài phát thanh và đài truyền hình tư nhân đã được thành lập trong thập kỷ qua, (Mogadishu có hai đài truyền hình cạnh tranh quyết liệt với nhau), với các đài phát thanh hay những tờ báo tư nhân ở hầu hết các thị trấn lớn. Các công ty truyền thông lớn gồm Shabelle Media Network, Radio Gaalkacyo và Radio Garowe.
Sử dụng internet tại Somalia đã tăng 44,900% từ năm 2000 tới năm 2007, là tỷ lệ phát triển cao nhất ở châu Phi. Các công ty công nghệ thông tin Somali hiện đang cạnh tranh cho một thị trường với hơn 500,000 người sử dụng internet. Nước này có 22 ISP đã được thành lập và 234 cyber cafes với tốc độ tăng trưởng 15.6% hàng năm. Internet qua các dịch vụ vệ tinh cũng đã được cung cấp, đặc biệt tại các thành phố và khu vực xa xôi không có dịch vụ Internet hữu tuyến hay không dây. Các khách hàng chính gồm Liên hiệp quốc, các Tổ chức phi chính phủ, các định chế tài chính (đặc biệt là các công ty gửi tiền), và các quán cafe internet. Hiện tại hơn 300 cổng internet kết nối với nhiều cổng viễn thông ở châu Âu và châu Á phục vụ trên khắp đất nước. Kiểu dịch vụ này đã có sự phát triển bền vững 10–15% hàng năm.
Somalia có một trong những hệ thống viễn thông tốt nhất châu lục: nhiều công ty như Golis Telecom Group, Hormuud Telecom, Somafone, Nationlink, Netco, Telecom và Somali Telecom Group cung cấp dịch vụ viễn thông, gồm cả gọi đường dài quốc tế, với chi phí khoảng $10 USD mỗi tháng. Các dịch vụ internet quay số tại Somalia có tỷ lệ phát triển cao nhất ở châu Phi, nước này có tốc độ phát triển đường dây trên mặt đất cao hơn 12.5% mỗi năm so với các quốc gia khác ở Vùng sừng châu Phi và ở Đông Phi, nơi các đường dây viễn thông bị sụt giảm bởi tình trạng phá hoại và sự gia tăng giá cáp đồng trên thị trường thế giới. Thời gian lắp đặt một tuyến đường dây trên mặt đất ở Somalia chỉ mất ba ngày, trong khi tại nước Kenya làng giềng việc này mất hàng năm trời.

## Quân đội
Trước khi cuộc nội chiến bùng phát năm 1991 và sự tan ra sau đó của các lực lượng vũ trang, tình hữu nghị của Somalia với Liên bang Xô viết và sau này là quan hệ đối tác với Hoa Kỳ đã cho phép họ xây dựng một đội quân lớn nhất châu Phi. Việc thành lập Chính phủ Chuyển tiếp Liên bang năm 2004 đã tạo điều kiện cho việc tái lập Quân đội Somalia, với lực lượng hiện tại gồm 10,000 quân. Bộ Quốc phòng chịu trách nhiệm về các lực lượng vũ trang. Hải quân Somalia cũng đang được tái lập, với 500 lính thủy hiện đang được huấn luyện ở Mogadishu chuẩn bị cho một lực lượng dự tính khoảng 5,000 người. Ngoài ra, có các kế hoạch tái lập Không quân Somalia, với hai máy bay chiến đấu đã được đặt mua. Một lực lượng cảnh sát mới cũng đã được thành lập để duy trì luật pháp và trật tự, với học viện cảnh sát đầu tiên được xây dựng ở Somalia trong nhiều năm và mở cửa ngày 20 tháng 12 năm 2005 tại Armo, 100 kilômét phía nam Bosaso.

## Môi trường

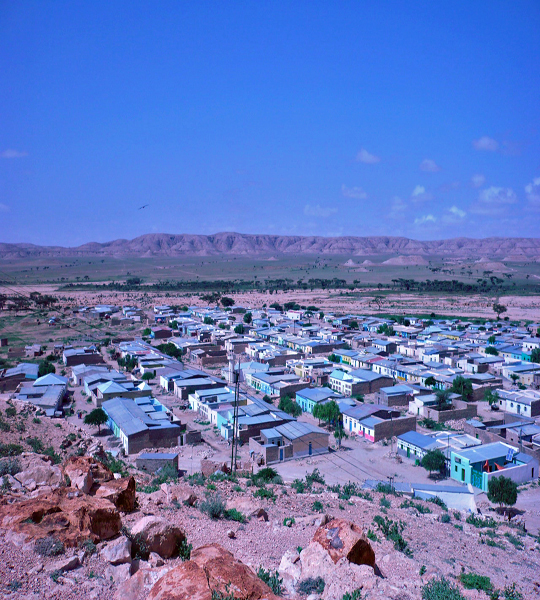
Tổng quan một khu vực sinh sống ở vùng bán sa mạc Hadaaftimo, một thị trấn cổ ở vùng đông bắc Sanaag của Somalia.

Somalia là một quốc gia bán khô cằn với khoảng 2% đất có thể canh tác. Cuộc nội chiến đã có tác động to lớn tới các khu rừng nhiệt đới của nước này khi nó khuyến khích việc sản xuất than củi với những trận hạn hán gây thiệt hại ở mức chưa từng thấy. Từ năm 1971 trở về sau, một chương trình trồng rừng rộng lớn trên khắp đất nước được chính phủ Siad Barre đưa ra để ngăn cản sự phát triển và tấn công của các núi cát. Các tổ chức môi trường đầu tiên là ECOTERRA Somalia và sau đó là Somali Ecological Society, tạo ra sự nhận thức về các vấn đề môi trường và huy động các chương trình môi trường trong mọi ngành của chính phủ cũng như trong xã hội dân sự. Năm 1986, Trung tâm Cứu hộ Hoang dã, Nghiên cứu và Giám sát được ECOTERRA Intl thành lập. Năm 1989 đã có cái gọi là "Đề xuất Somalia" và một quyết định của các đảng phái trong nước với CITES, lần đầu tiên có một lệnh cấm buôn bán ngà voi trên khắp thế giới. Sau này, các nhà hoạt động và người từng giành Giải Môi trường Goldman Fatima Jibrell đã thành lập các sáng kiến ở khu vực quê hương Buran của bả tổ chức các cộng đồng địa phương bảo vệ các khu vực sinh sống nông thôn và ven biển. Jibrell đã huấn luyện một đội thanh niên để tổ chức các chiến dịch tăng cường nhận thức về những hậu quả không thể đảo ngược của việc sản xuất than không hạn chế. Bà cũng gia nhập viện nông thôn Buran thành lập và tổ chức chương trình Caravan Lạc đà trong đó những thanh niên chất lên lưng lạc đà lều trại và thiết bị để đi trong ba tuần trong một chuyến đi du mục, và giáo dục mọi người về việc sử dụng có ý thức các nguồn tài nguyên, chăm sóc sức khoẻ, quản lý gia súc và hoà bình.
Fatima Jibrell luôn đấu tranh chống lại việc đốt than, chặt cây và các hành động phá hoại môi trường khác của con người. Những nỗ lực của bà đã mang lại những kết quả cho những cộng đồng địa phương trên khắp Somalia và cộng đồng quốc tế đã ghi nhận khi bà được trao giải Môi trường có danh tiếng Goldman từ San Francisco. Jibrell cũng là giám đốc điều hành Horn Relief and Development Organisation.
Sau trận sóng thần tháng 12 năm 2004, đã có những cáo buộc rằng sau khi cuộc Nội chiến Somalia bùng phát hồi cuối thập niên 1980, bờ biển dài, hoang vắng của Somalia đã được dùng như một nơi đổ các chất thải độc hại. Những cơn sóng lớn tràn vào miền bắc Somalia sau trận sóng thần được cho là đã lật lên nhiều tấn rác thải hạt nhân và hóa học bị chôn giấu bất hợp pháp ở nước này bởi nhiều công ty châu Âu. Đảng Xanh châu Âu đã theo đuổi những khám phá này và trình bày trước báo chí và Nghị viện châu Âu ở Strasbourg các bản sao hợp đồng được ký kết bởi hai công ty châu Âu - công ty Italia Thuỵ Sĩ, Achair Partners, và một công ty xử lý rác Italia, Progresso – và các đại diện của vị "Tổng thống" Somalia khi đó, lãnh đạo phe phái Ali Mahdi Mohamed, để nhận 10 triệu tấn rác độc hại để đổi lấy $80 triệu (khi ấy khoảng £60 triệu). Theo các báo cáo của Chương trình Môi trường Liên hiệp quốc (UNEP), rác thải đã khiến những trường hợp mắc các bệnh về hô hấp, loét miệng và chảy máu, xuất huyết dạ dày và nhiễm trùng da bất thường tăng cao đột biến trong những người sống tại các khu vực xung quanh các thị trấn phía đông bắc Hobyo và Benadir trên bờ biển Ấn Độ Dương —các bệnh tật có liên quan tới ô nhiễm phóng xạ. UNEP tiếp rằng tình hình hiện tại dọc theo bờ biển Somalia đặt ra những vấn đề môi trường vô cùng nghiêm trọng không chỉ riêng với Somalia mà là cả tiểu vùng châu Phi.

## Nhân khẩu

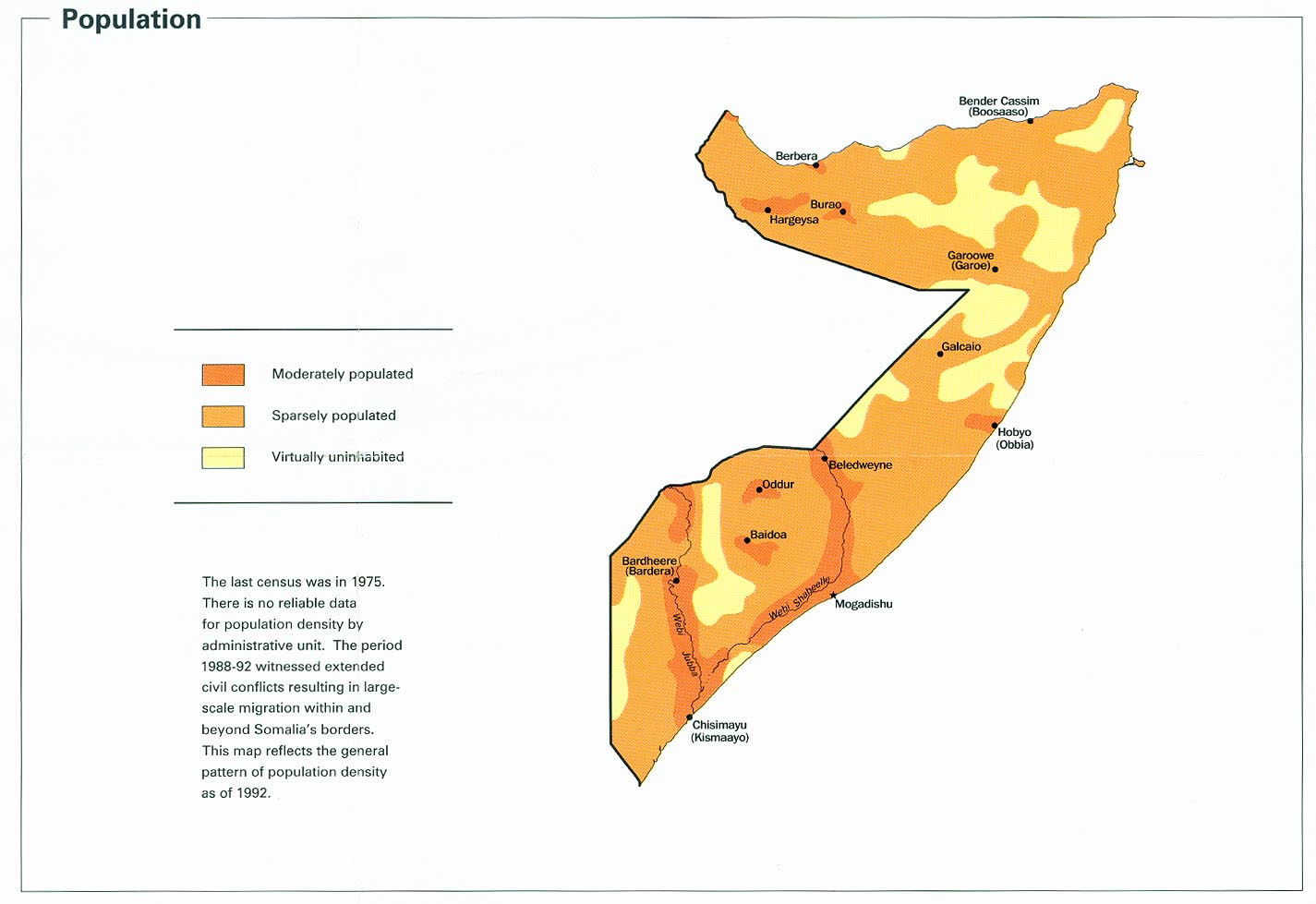
Bản đồ năm 2002 này của CIA thể hiện mật độ dân số trên toàn lãnh thổ Somalia.

Somalia có dân số khoảng 15.893.219 người (ước tính năm 2020), khoảng 85% trong số đó thuộc sắc tộc Somali. Cuộc Nội chiến đầu thập niên 1990 đã làm giảm đáng kể số lượng người Do Thái Somalia, khi nhiều người Somalia có trình độ giáo dục cao nhất đã rời sang Trung Đông, châu Âu và Bắc Phi.
Các nhóm thiểu số phi Somali chiếm phần còn lại của dân số quốc gia và gồm người Benadiri, người Barawa, người Bantu, Bajuni, Ấn Độ, Ba Tư, Ý, và người Anh. Đa số người châu Âu đã rời đi sau khi nước này độc lập.
Có ít thông tin thống kê đáng tin cậy về quá trình đô thị hóa ở Somalia. Tuy nhiên, những ước tính sơ bộ đã được thực hiện cho thấy mức độ đô thị hoá trong khoảng 5% tới 8% hàng năm, với nhiều thị trấn nhanh chóng phát triển thành các thành phố. Hiện tại 34% dân số quốc gia sống tại các thành phố và thị trấn, và tỷ lệ này tăng lên nhanh chóng.

## Ngôn ngữ

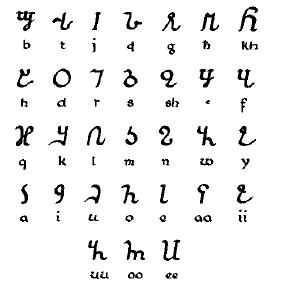
Ký tự viết Osmanya.

Tiếng Somali là ngôn ngữ chính thức của Somalia. Nó là một thành viên của nhánh Cush của ngữ hệ Phi-Á, và những họ hàng gần nhất của nó là các ngôn ngữ như Afar và Oromo. Tiếng Somali là ngôn ngữ Cush được nghiên cứu nhiều nhất, với những cuộc nghiên cứu hàn lâm được thực hiện từ trước năm 1900.
Các phương ngữ tiếng Somali được chia thành ba nhóm chính: Bắc, Benaadir và Maay. Somali Bắc (hay Somali Trung Bắc) là cơ sở căn bản của tiếng Somali tiêu chuẩn. Benaadir (cũng được gọi là Somali bờ biển) được dùng ở vùng bờ biển Benadir từ Cadale tới phía nam Merca, gồm cả Mogadishu, cũng như tại vùng nội địa trung gian. Các phương ngữ ven biển có thêm các âm vị không tồn tại trong tiếng Somali tiêu chuẩn. Maay chủ yếu được các bộ tộc Digil và Mirifle (Rahanweyn) ở các vùng phía nam Somalia sử dụng.
Bởi tiếng Somali có một bảng ký tự cổ đã mất từ lâu, một số hệ thống chữ viết đã được sử dụng trong nhiều năm để ký âm lại ngôn ngữ này. Trong số đó, bảng chữ cái Somali dựa trên chữ Latinh được sử dụng nhiều nhất, và đã trở thành hệ chữ viết chính thức trong tiếng Somali từ khi chính phủ của cựu Tổng thống Siad Barre chính thức đưa vào tháng 10 năm 1972. bảng chữ này đã được nhà ngôn ngữ học người Somali Shire Jama Ahmed phát triển riêng cho tiếng Somali, và sử dụng tất cả các chữ của bảng chữ cái Latinh tiếng Anh ngoại trừ p, v và z. Bên cạnh bảng chữ cái Latinh của Ahmed, những hệ chữ viết khác từng được sử dụng trong nhiều thế kỷ để viết tiếng Somali gồm chữ Ả Rập và chữ Wadaad. Các hệ thống chữ viết bản xứ đã phát triển trong thế kỷ hai mươi gồm Osmanya, Borama và Kaddare, lần lượt do Osman Yusuf Kenadid, Sheikh Abdurahman Sheikh Nuur, và Hussein Sheikh Ahmed Kaddare, phát minh.
Ngoài tiếng Somali, tiếng Ả Rập là một ngôn ngữ chính thức của quốc gia tại Somalia. Nhiều người Somali sử dụng nó vì những mối quan hệ từ hàng thế kỷ với thế giới Ả Rập, sự ảnh hưởng rộng của truyền thông và giáo dục tôn giáo Ả Rập.
Tiếng Anh cũng được dạy và sử dụng rộng rãi. Tiếng Italia từng là một ngôn ngữ lớn, nhưng ảnh hưởng của nó đã giảm nhiều sau khi nước này độc lập. Hiện nó thường chỉ được các thế hệ lớn tuổi sử dụng.
Các ngôn ngữ nhỏ khác gồm Barawa, một phương ngữ tiếng Swahili được sử dụng ở vùng dọc theo bờ biển bởi người Barawa.

## Tôn giáo
| Tôn giáo tại Somalia (2010) | Tôn giáo tại Somalia (2010) | Tôn giáo tại Somalia (2010) | Tôn giáo tại Somalia (2010) | Tôn giáo tại Somalia (2010) |
| --------------------------- | --------------------------- | --------------------------- | --------------------------- | --------------------------- |
| Tôn giáo                    | Tôn giáo                    |                             | Tỷ lệ                       | Tỷ lệ                       |
| Hồi giáo                    | Hồi giáo                    |                             | 99.8%                       | 99.8%                       |
| Khác                        | Khác                        |                             | 0.2%                        | 0.2%                        |

Lễ hội Eid tại Thánh đường Đoàn kết Hồi giáo ở Mogadishu năm 2006.

Với một số ngoại lệ, người Somali hầu như đều là các tín đồ Hồi giáo, đa số thuộc giáo phái Sunni của Hồi giáo và trường phái Shafi`i của Luật học Hồi giáo, dù cũng có một số là các tín đồ của phái Hồi giáo Shia. hiến pháp của Somalia định nghĩa Hồi giáo là tôn giáo của Cộng hoà Somalia, và luật Hồi giáo sharia là nguồn gốc cơ bản của nền pháp luật quốc gia. Hồi giáo đã vào vùng này rất sớm, khi một nhóm tín đồ Hồi giáo bị ngược đãi, theo lời thúc giục của Nhà tiên tri Muhummad, tìm kiếm nơi tị nạn xuyên qua Biển Đỏ tại Vùng sừng châu Phi. Vì thế Hồi giáo có thể đã du nhập vào Somalia thậm chí từ lâu trước khi đức tin này bám rễ ở nơi xuất xứ của nó. Ngoài ra, cộng đồng Somali đã tạo ra nhiều nhân vật Hồi giáo quan trọng qua các thế kỷ, nhiều người trong số họ đã góp phần quan trọng vào việc định hình, truyền bá và học tập tôn giáo này tại Vùng sừng châu Phi, Bán đảo Ả Rập, cũng như ở xa hơn nữa. Trong số những học giả Hồi giáo có nhà thần học thế kỷ XIV người Somali và nhà luật học Uthman bin Ali Zayla'i của Zeila, người đã viết văn bản có độ tin cậy cao nhất về trường phái Hồi giáo Hanafi, gồm bốn tập được gọi là Tabayin al-Haqa’iq li Sharh Kanz al-Daqa’iq.
Công giáo là một tôn giáo thiểu số tại Somalia, với không hơn 1,000 tín đồ trong dân số tám triệu người. Có một giáo khu cho toàn bộ đất nước, Giáo khu Mogadishu, ước tính rằng chỉ có khoảng 100 người thực thi các nghi lễ Kitô giáo tại Somalia năm 2004. Năm 1913, trong giai đoạn đầu thời kỳ thuộc địa, rõ ràng không có tín đồ Công giáo tại các lãnh thổ Somalia, với chỉ khoảng 100-200 tín đồ từ các trại trẻ mồ côi của một số hội truyền giáo tại vùng bảo hộ Somaliland Anh. Cũng không có những hội truyền giáo Cơ đốc được biết tới ở Somaliland Italia trong cùng thời gian này. Trong thập niên 1970, ở thời kỳ cầm quyền của chính phủ Mác xít khi đó tại Somalia, các trường học của nhà thờ đã bị đóng cửa và các nhà truyền giáo bị đuổi về nhà. Không có tổng giám mục tại nước này từ năm 1989, và thánh đường ở Mogadishu đã bị hư hại nặng nề sau cuộc nội chiến.
Một số cộng đồng sắc tộc thiểu số phi Somali cũng theo thuyết duy linh, như trường hợp người Bantu, thể hiện các truyền thống tôn giáo được thừa hưởng từ tổ tiên ở phía đông nam châu Phi.

## Văn hoá

### Ẩm thực

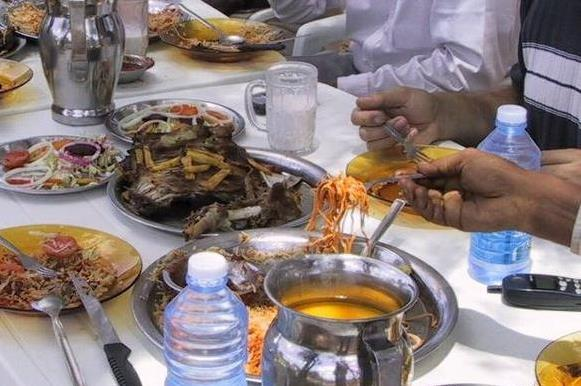
Nhiều kiểu món ăn dân dã Somalia.

Ẩm thực Somalia khác biệt theo từng vùng và gồm một sự pha trộn ngoại lai từ nhiều ảnh hưởng ẩm thực. Nó là sản phẩm của truyền thống thương mại và buôn bán mạnh mẽ của Somalia. Dù có sự đa dạng, vẫn có một thứ thống nhất nhiều phong cách ẩm thực của các miền: tất cả thức ăn đều dùng halal. Vì thế không có các món chế biến từ thịt lợn, rượu cũng không được sử dụng, không loại thịt của một con vật nào tự chết được đem ra chế biến, và máu cũng không được dùng. Qaddo hay bữa trưa thường tỉ mỉ. Nhiều loại bariis (cơm), món phổ thông nhất là basmati, thường được dùng làm món chính. Các gia vị như thìa là Ai Cập, bạch đậu khấu, đinh hương, chanh và ngải đắng thường được dùng để làm gia vị cho những món cơm đó. Người Somalia dùng bữa tối muộn lúc 9h. Trong tháng chay Ramadan, bữa tối thường được dùng sau các buổi cầu nguyện Tarawih – thỉnh thoảng muộn tận lúc 11 giờ tối. Xalwo hay mứt mật ong trộn vừng là một loại bánh kẹo ngọt được dùng trong các dịp như những buổi lễ Eid hay các lễ cưới. Nó được làm từ đường, hạt ngũ cốc, bột bạch đậu khấu, bột nhục đậu khấu, và bơ sữa trâu. Đậu phộng cũng thỉnh thoảng được thêm vào để tăng hương vị và hình ảnh. Sau các bữa ăn, những ngôi nhà theo truyền thống thường được phun thơm bằng trầm hương (lubaan) hay nhang (cuunsi), được để trong một dụng cụ để đốt hương được gọi là dabqaad.

### Văn học
Các học giả Somali trong nhiều thế kỷ đã sáng tác ra nhiều tác phẩm văn học Hồi giáo đáng chú ý từ thi ca cho tới Hadith. Với việc chấp nhận bảng chữ cái Latinh năm 1972 làm bảng chữ cái tiêu chuẩn của quốc gia, nhiều tác gia Somalia hiện đại cũng đã sáng tác các tiểu thuyết, một số trong số đó có danh tiếng trên thế giới. Trong số các tác gia hiện đại, Nuruddin Farah có lẽ là người nổi tiếng nhất. Những cuốn sách như From a Crooked Rib và Links được coi là những thành tựu văn học quan trọng, những tác phẩm đã giành giải Farah, trong số những tác phẩm khác, 1998 Neustadt International Prize for Literature. Farah Mohamed Jama Awl là một tác gia nổi tiếng khác của Somalia và có lẽ được biết đến nhiều nhất vì cuốn tiểu thuyết Dervish era, Ignorance is the enemy of love của ông.

### Âm nhạc
Somalia có một di sản âm nhạc phong phú tập trung trên âm nhạc dân gian Somalia truyền thống. Hầu hết các bài hát của Somalia đều là ngũ âm; có nghĩa là họ chỉ sử dụng năm quãng trên mỗi nhóm tám trái ngược với một thang bảy bậc (bản nốt) như thang chính. Khi mới nghe, âm nhạc Somalia có thể lẫn với âm nhạc của các vùng xung quanh như Ethiopia, Sudan hay Ả Rập, nhưng nó hoàn toàn có thể nhận ra được tiêu các giai điệu và phong cách riêng biệt. Các bài hát Somalia thường là sản phẩm của một sự hợp tác giữa các nhà thơ (midho), nhà soạn nhạc (lahan), và ca sĩ ('odka hay "giọng").